# 小室哲哉の使用機材
小室哲哉の使用機材（こむろてつやのしようきざい）は、日本のミュージシャン、小室哲哉の制作の際に使用する機材とそれらによって生まれた方向性についてのまとめである。

## 音楽性

### 作風
テクノ・ファンク・ユーロビート・ジャングル・ハウス・トランス・アンビエント・HIP HOP・R&B・レイヴ・ハードロック・プログレ、果てはクラシック・フォーク・AOR・ラテン・ワールドミュージック・純邦楽・演歌等幅広いジャンルを使い分け、かつ複数のジャンルを融合させて、ジャンルを限定せず、どのようなジャンルにも聞こえる音楽を手掛けることを得意とする。ただ、一般には邦楽ダンスミュージックの第一人者・1990年代のJ-POP、又はそれにおけるデジタル・オーディオ・ワークステーション・音楽プロデューサーの概念・音楽配信の普及の立役者として知られる。
作風の大きな特徴として「長いイントロ」「強いインパクトのある歌い出しと、中盤に雰囲気を変えた印象的なサビ」「最高音の独特な使い方」「狭い音域を限定したメロディ作り」「1〜2小節のメロディの繰り返し」「作詞の譜割りがゆっくりになったり早くなったりする」「息継ぎできる部分が全くないパートがある」「少ない構成パート」「唐突な転調が多い」など分かり易いインパクトを持ち、かつジェットコースターのような緩急のメリハリがある展開が挙げられる。
グルーヴの独自の演出として、手で直接元々繰り返されているリズムをサンプリングして、さらにループさせるように打ち込む。それにより「キック・ハイハットをコンピューターでシンクロさせている」かのように聴こえるようにしている。それ故に、時々楽曲の音色が自分で弾いた音なのか、元々シンセサイザーに内蔵されている既存のプリセット音か分からない程に自分に染み付いている。使っている音色自体はシンセサイザーのプリセット音の中で大体決まっている。音色・音圧より、ほとんどの場合鳴った瞬間から音色が減衰して、次につながるまでのタイミングで決める。小室は「それを意識するかどうかで音楽としてのグルーヴ感が出るか、ただの工事現場の音になるかが決まる」という。基本は「4分音符で1小節に4つキックを入れて、その裏に8分音符で1小節に8つハイハットを重ねる」こととしている。
拍子では「8分の6拍子」を「三連符の割り切れない切なさが絶対的なグルーヴの揺れを生むので、大事な引き出しの一個」と語っている（例：SPEEDWAY「Smile Again」、篠原涼子「もっと もっと…」、globe「Sa Yo Na Ra」、華原朋美「LOVE IS ALL MUSIC」）。
曲に入り込ませるためのフックとして、都会の雑踏の音・信号機の音・携帯電話の受信音・臨時ニュースの発信音等、日常で人間がコンマ数秒で反応する音を機械音を中心に使用している。

### 転調
手癖ともいえる程に転調を多用するようになったきっかけは、TM NETWORKの1stアルバム「RAINBOW RAINBOW」のレコーディングの時、ソフトのバグでシーケンサーに誤動作が生じた。その勝手に音調が変化し転調してしまった音源を聞き、小室が「意外と気持ちいい」と感じたことがきっかけとなり、以後の制作活動でそのフレーズが定着した。ちなみにこの時の現象を小室は「筒美京平さん・都倉俊一さんが作るような『歌謡曲的な転調』『キーが変わると、世界観は変わるが、歌の音域が変わらない』作り方が分かった」「これらの転調は適当ではなく理論的に説明が付く」と話している。反面、発見したその後も意識的に挿入していたわけではなく、むしろ「曲作りで行き詰ったときに使う逃げ」「2曲を1曲にまとめるときに役立つけど、先に転調すること前提で考えずに最後の手段としている」「コンピューターの誤作動による偶然の産物であり、中々思うように表現できなかった」「サンプラーが今のようにタイムストレッチができなくてそのままの音でキーを変えられなかった。そのサンプラーの音を使いたいがために機械的に転調させていた。逆のパターンもあって転調した後にそれまで使っていたサンプラーのボイスが無くなっていてボイスのキーと合わせられなくなった」と必ずしも好意的に捉えてはおらず、その後も如何に自由自在に使いこなすかの試行錯誤に腐心していた。
自らの行う転調のやり方について、「これだけ多くの音楽が氾濫している中で、曲にどうインパクトを持たせて、『もう一度聴きたい』と思わせるかという所で転調を理論的に取り入れている」「コーラスのリフレインは4～8回はやるでしょ。そのときに転調して一瞬緊張感を持たせる」「どこでキーが変わっているのか・どこがサビでどこがブリッジなのかを分からないようにする」「声が張るピーク・一番伸びる部分をサビに持っていくため。サビに合わせるとほかのパートが低くなりすぎるため、仕方なく4度転調とか、そういう変な転調を無理やり入れる」「周囲からは『サビでいきなり転調するよね』って言われがちだが、サビが先にあって、その前のBメロで転調しておく」「KCO・安室さん・華原さんは声が出るから転調無しの構成でも大丈夫だった」「お互いのキーの共通コードをつないで転調する。そうすると突然転調した感じが薄れ、スムーズな感じになる」「王道としては、サビの繰り返しで半音キーを上げて高揚感を出す。共通のコードは無いけどメロディを繰り返すことで頭にそのメロディが残る」「ブリッジで転調しておくと、その後自分の演奏テクニックを披露する等やりたいことが自由にできる展開になる」と話している。
小室の思う転調は一時的に少し調が変わって、落ち着こうとする前にすぐ元の調に戻る「経過的転調」と転調してしばらくはそのキーのままで演奏される「確定的転調」に分かれている。前者は「一瞬ハ長調からヘ長調に移って、すぐハ長調に戻るもの。ロックではもう当たり前。突き詰めると段々下がるだけのパターンもそれ」と語っている。後者は「イントロ・サビ等のパートの区別がはっきりできる。インパクトをつけて、急に華やかになったり、暗くなったりと色々変化をつけれる」「曲の後半辺りでリフレインに飽きてきた頃に転調すると、同じリフレインでも再び緊張感を持たせられる」「ボーカリストに合わせてメロディーを無理に変えたり、曲全体のキーを低くしなくても、元来のメロディーラインを残せる」「間奏でソロが弾きやすいキーに変更すると、それがまた曲をスリリングにできる」と語り、その思想を基に突拍子も無い調にずらした曲をたくさん作っている。
コード進行では「F-G-Em-Am」、「Am-F-G-C / 6451」（例：TM NETWORK「Get Wild」「RESISTANCE」「humansystem」、H Jungle with t「WOW WAR TONIGHT 〜時には起こせよムーヴメント」、trf「masquerade」、globe「DEPARTURES」）、「短三和音＋五音音階」、「sus4（サス・フォー）」（例：渡辺美里「My Revolution」、小泉今日子「GOOD MORNING-CALL」、篠原涼子「恋しさと せつなさと 心強さと」）、「add9（アド・ナインス）」（例：globe「DEPARTURES」）を多用する傾向にある。
小室進行

### 作詞
基本指針
作詞を始めたきっかけは10代の頃に聞いていたロックミュージシャンが皆自分で作詞していたから、それに小室が続いた形で作詞家としてのキャリアをスタートさせた。19歳の時には小室が木根の楽曲に歌詞をつけたり、他のバンドに歌詞だけを提供していた。
1986年に小坂洋二から「歌詞は多く説明し過ぎちゃダメだ。具体的じゃない方がいいよ」とアドバイスされたことから、「音楽は絵と違って、時間軸があって必ず時間が経過していき、止まって感じることができないことで楽しめる芸術」と悟り、「ジョン・レノンがオノ・ヨーコに対して歌っているような『明らかに誰に対して歌っているのか』が分かる作り方」とは対極的な人称・シチュエーションがはっきりとしている設定を作らず、「私に当てはまる」と感情移入できるように曖昧さや抽象的な隙間のある部分を敢えて残す形で「糊代」を意識的に作る演出を基本としている。「糊代」については、歌い手の独創力を入れるための余白としての意味合いも持たせている。小室は「空白に自分の解釈を入れられるのがアーティスト。提供する相手がアイドルだったら、細かく説明する」と話している。
この方針は、ハワード・ジョーンズの「New Song」「Things Can Only Get Better」で全面的に採られた「『僕から君へ』ではなく、『僕達からみんなへ』」「アドバイスではなく、『今夜だけは、ディスコに誘って少しの間だけでも嫌なことを忘れるように』」というメッセージを込める手法をモデルにしている。
作風の変遷
作詞の手法においては渡辺美里・坂元裕二・山下達郎・川村真澄に影響を受けた。
1984年からラップの表現について試行錯誤してきた。ラップはメロディを書かずにラップ詞の譜割りをすればいいから負担が減る分、ラップパートにメロディと同じ力・重さを持たせるかに悩み、ラップ中心の作品では歌詞が普段以上に長くなる。また、ニューヨーク出身のラップ・ミュージシャンの言葉遊びの影響で、「EZ」を「イージー」と読んだり、「to」を「2」と綴ったりする様になる。
1980年代末までは、起承転結のあるストーリーを作ってそれを底辺に構築していたが、インターネットを使用するようになってからは、ホームページのグラフィックを眺めている内にイメージが湧いたものを散りばめて、そこからさらにイメージを持たせていくという散文詩の書き方に近い方法論で書くようになっていく。小室は「1行目と2行目は全然脈絡はないけど、僕の中ではネットサーフィンで無意識でリンクを辿るように、何かがキーワードになっている。そして、僕でもいつの間にか『どうしてここへ来たのか?』と疑問に思うことがある。だけど、そこは意識しなくても何らかの意思があると思いながら詞を書いた」と話している。その際、実際に行間を埋めるために自らネットサーフィンを行い、そのときに楽しむビジュアルが決定的に小室の感覚に影響し、純粋なストレス解消にもなった。
安室奈美恵を手掛ける様になってからは、自身の書く歌詞に需要が多かったのが予想外で、それ以降特定のテーマはあまり固めず「たった1行でも聴き手が何かに気づき、何かを考えてくれる」ことを期待する構成にすることを心掛けた。『でも』『だから』『じゃあ』『ていうか』『そうだね』等の接続詞を使って、言葉に対してリズムを作る様になり、この手法は「『しゃべり言葉』をメロディにキレイにのっけることが出来た」と自負している。
globe「Lights」を制作して以来は岡本おさみや及川恒平等の1970年代の作詞の傾向を小室なりに再考・別解釈して表現するようになる。
世界観
世界観は「人生」「現実」「常識」「立派」「正直」「公園」を意図的かつ潜在的に散りばめ、閉鎖的な言葉遣いを排除し「『幸せの価値観』というレールから外れて、悩んでいる不良性を持つ子が喧騒から『走る』『逃げる』『動き回る』『内面を吐き出す』形で現実と立ち向かう」展開方法が多い。マスコミ関係者・ファンから「どうしてそこまで10代・女性の気持ちが分かるのか」「globeの歌詞や世界観に憧れた」と沢山の反響を受けた。
自身のポリシーとしては「『音の中に言葉があるはず』という感じで、メロディーの響きといいたいことの接点を見つけ、それらをコラージュしていく」「反体制派の賞賛ではなく、スポーツ・勉強・遊び・ダンス・DJ・ソングライティングをひたすら真面目に取り組む若者のストイックな格好良さを、時代と向き合うロックの新たな存在意義にしたい。だからリスナーに対する責任は重く、歌詞には長めに2週間は時間をかけている」「『勇気』1つにしても、言葉をそのまま使うと一気に説教臭くなってしまう。代わりにコード進行・リズム・楽器を慎重に選択したメロディで言葉をシンボリック化している」「10代が必ず通らねばならない道と対峙したときに、誰かに言ってほしい言葉に結果的になっていた」「女の子が女の子に『貴女だって可愛いんだから頑張ろうよ』という感じだった」「コンセプトのベースが恋愛でも友情でも、つかめそうでつかめないギリギリの鋭い感覚がある部分を描く」「提供した時点でその人のものになれるようにしている。globeでは特にそれを意識している」「歌手の姿形・声をハンドルネームが持つ匿名性と解釈して担保し、それを通して自分の理想とする女性像を試行錯誤しながらも、純粋に照れを抜きに書いていた気がする」「女性目線の歌詞を書くときは、女性は常に上から目線のキャラクター」「1人の女性の全く見えない孤独・葛藤を歌詞にしてきたつもりです」「常に長所・短所両面の揺れを書いている。そこに男女の垣根は関係ない」「完全に自分の1人称で歌ってもらえるのはTM・TRF・globeだけ」「『自分はこれが言いたかったんだ』『こういう思いで生きてるんだ』と入れるのではなく、社会への投げかけを意識しています。『こういう風に思いますよね?』という、常に『isn't it?』だったり、『don't you?』が最後に付く」と回答している。
反面「CAN YOU CELEBRATE?」という英語の表現や、「I'm proud」や「Hate tell a lie」などの間違った文法などについて、当初から指摘が相次いだが、小室は「具体的な言葉の表現は苦手で、『宇宙』と書いて『そら』と読ませる」「文法上のことはあまり考えず、曲のイメージ・16ビートのリズム・メロディにアクセントがぴったり合う英語を選ぶ。そうすれば『かっこ悪い』といわれる部分も自然と省ける」「ごり押しではあるが、サビの印象的な部分に簡単で記号的な英語を入れる、ボタン一つで他国語に切り替えたり、英訳を表示する等、海外の方々への日本語の意味の伝え方はテクノロジーで克服できる。必ずしも全編他国語で作詞しなければいけないわけではない」「作為的な言葉は全く考えず、自然発生的な言葉を中心に入れている」「日本人が聞いて言いやすい、分かりやすい英語を求めていました。文法よりキャッチーであること優先。洋画の原題が邦題になるときと同じように、『ちょっと格好悪いかな』って位まで分かりやすくするために何回も書き直してました」と発言している。
作業方法
実際に作詞作業を行う際はプロジェクトごとに確かな差分のある大まかなテーマを絞り込んだ後に、モチーフを探すための手段として、基本は「わけが分からないけど、インスパイアされる部分が多くて面白い」と敬愛しているロバート・A・ハインライン・コリン・ウィルソンの作品群を読み込んでいる。インターネットを使用するようになってからは、世界中のアパレルブランドのホームページの写真を眺めながら書くことが多くなった。特にゲスを重要なモチーフとして好んでいた。主な舞台は渋谷スクランブル交差点や渋谷公園通り等にし、書く場所を歌手毎に変えたりしていた。闇雲な妄想を避けるためにプロデュースする相手からは直接一対一で話を聞き、小室自身の感情を渋谷センター街で遊ぶ女性や若者に置き換えてみたり、小室とファンの共通項を探ったり、主人公の設定の考案等で推察やマーケティングをしていた。例えば、
- TMは小室が書く場合は「アーサー・C・クラーク等のSF小説の世界観を、どのようにシンセサイザーの音楽と馴染ませつつ日本語で表現するか」[133]「純粋にファンタスティックで、SF・RPGゲームを思わせる世界観」[134]を基本方針にしている。情景・シチュエーションは日本語詞で全部説明し、英詞は「TMは洋楽志向」という説明・デコレーションとして使用していた[135]。
- trfは「男性基準ではなく、飽くまで女性自身が憧れる『美しさ』や『ストイックさ』をまっすぐに追求する女性」をテーマにし、女性メンバー3人にパフォーマンスにぶつけてもらった[114]。
- 篠原涼子は「不良性そのものを歌って、それが女性ファンに刺さるか」を試した[114]。
- H Jungle with tは「30代の男性の気持ちを詞にストレートに書ける場所」と称している[136]。
- globeはKEIKOから地方から東京に出てきた女性の気持ちを聞き、小室の解釈で女性目線で男っぽさと女々しさが共存したある意味一方通行な歌詞を書いた[114]。パートの振り分けはKEIKOのパートは「私からあなたへ」の一人称・MARCのパートは「男女を俯瞰するカメラマンとしての感情」「KEIKOに対してのアンサー」・小室のコーラスパートは「ネットワークの情報」と「歌詞の羅列」とも受け取れる表現を行っていた[135]。
- 安室奈美恵は「厚底ブーツを渋谷で買った」という意見から、「積極的で楽観的な不良性」を歌ってもらった[114]。
- 華原朋美は「渋谷のカラオケによく行った」という意見から、「元々は普通の子なのに、意図せず規律から離れてしまい、自分に自信が持てない子の切なさ・やりきれなさ」を書いた[114]。それまでは「みんながカラオケとか歌う時に、1,2行でも残るように」作っていたところから、華原に向けた作品を作り出したことが「リスナーが最初から終りまで完璧に分かってもらう」ようにする構成を考え始めるきっかけになり、終始女性の言葉遣いで表現した[133]。

基本は三部構成で行われ、
1. Aメロ「物語の設定の説明」「友達といる時の強い自分」
2. Bメロ「昔のことを振り返り、自分達の状況・風景・環境を説明」「一人の時の心に浮かぶ本音のような弱い部分」
3. サビ「相手に一番伝えたいことを伝える」

をそれぞれに振り分けて担当させている。字面を確かめるために、ワードプロセッサは使わずに全部ペンを持ってメモに手書きで直接1行ずつ書いたり消したりして徐々に完成させていく。いい言葉がメロディ程の尺のパラグラフで出てきたときには、それを優先する。降って湧いてきた言葉に対してメロディラインを変えるのも自由になり、バックトラックも別の素材に操作できる。これは作詞・作曲・編曲の三位一体をほぼ小室1人で処理できるからやれることでもあるが「この詞を使いたいんだけど譜割りが合わない」「音程が上がってるからこの単語は使えない」という苦労はないという。

### 作曲
アマチュア時代
小室が作曲をする際、アマチュア時代は中学生の頃から「とにかく頭の中で何かが出てくるまで、待ちながら、事前に色々な音色を作って、弾いて、重ねていく」作業を10年近く続けた。どうしても影響を受けたレコードを真似して作ったり、コード進行を丸々引用したことすらあったが、結局本物を超えることは出来なかった。リフが1フレーズ浮かんでも、それを広げて1曲として完成させるテクニックも無かった。ライブハウス・学園祭・コンテストではギタリストやドラマーが主役だったために「如何に自分の音が目立つか」だけを考えていた。
プロデビューして業界人と接するようになってからは「ボーカルを如何に目立たせるか」を考えるようになり、「この音色・パートは歌を強調させる個所とぶつかるから避けよう」等歌に合わない演奏はどんどん削っていくようになった。当時「ドラムやギターがリズムを縦に切って、キーボードが横に流れる」のが主流だった中、「ギターが最初から無い状態で、基本はどうするか」という発想から始めた。「ギターの役目をキーボードが如何にやっていくか」を考えたが、リズムを支えたいのに自然に横軸になってしまう等、どっちつかずになってしまう所の克服に苦労した。後にアナログシンセサイザーとデジタルシンセサイザーの使い分けで音色の差別化を図ることで解決することができた。コンセプトの面でも「ロックか?ポップスか?」「8ビートか?16ビートか?」「デジタル風か?アナログ風か?」「コード進行は明るめか?暗めか?」等どちらかにハッキリ2つに分かれる基準を決めて、その2択を選んで大まかな枠を決めた後にとりかかることになった。そのおかげもあり、キーボードのフレーズ等が1小節でも浮かべば、そこから発展させていくことができるようになった。
19歳の時にプレゼンをした際、そのデモテープが「家にあったオルガンを弾いて、犬の声も一緒に入っていた」内容だったため、レコード会社のディレクターに「これではどれがメロディだか分からない」とダメ出しされた。その苦い経験もあり、『レコード会社のカセットテープ・書類等で散らかった室内の中で、相手の顔が見えない状態でも、室内で仕事中の人にも興味を持ってもらえるか』『古いラジオカセットレコーダーで聴かれてもディレクターの気を引くことができるか』『レコード会社の人に如何に観客として楽しんでもらうか』『商品版の形をどこまで描けるか』を考えてデモテープの段階で本番のレコーディングと同じ環境の整ったスタジオ・機材・16～24chで録り、イントロから間奏まで完璧に作り上げ、ミキシングも行い、他のレコード会社が作る完全パッケージメディアより良いものを目指した。ただし、それが他の編曲家も関わる曲だった場合には編曲家を困らせてしまうこともある。
作曲家のポリシーとしては「体を動かしたくなる『発散性』があるか、場を盛り上げるための『社交性』を持っているか、楽しいだけではないハードルの高いキーがもたらす『エクササイズ』になっているか、というカラオケでファンが求める3要素を常に意識する」「一度書いたメロディは必ず使う」「メロディがボーカリストの心身にどんな作用をもたらすか細かくイメージする」「楽曲のジャンルを確立するためにデモテープのミックスの名残をできる限り残す」ことを心掛けている。
バックトラックを作ってから、ボーカル用のメロディを考えるのを基本にし「ボーカル・コーラスもハーモニー・コード進行の一部と考えた上で、如何にトータルでサウンドを引き立たせるか?」という方針を「Self Control」制作を切っ掛けに常に考えていった。そうしていく内に次第に「ダンサブルで言葉の情報量の多い楽曲作り」を志向し、「1拍半・半拍半で符点を付けて、タイでつなげ、さらに16ビートをつけて、その縦軸の中に完璧なコード進行を入れて、最後に歌詞を詰め込むことで、前に進もうとする推進力を付ける」という手法を開発した。小室はその手法が自身の本質と合うことを自覚したのは、1989年のことである。同時に音色・リズムは強くスウィングしていないと生理的に受け付けない。スウィングの仕方も40通り持つようになり、1個毎に全ての振れ幅が異なっている。
プロジェクト毎の方針
デモテープの制作はTMの楽曲の場合は一キーボーディストとして直感で生んだリフ・フレーズを中心にしたオフヴォーカル優先、globeの楽曲の場合は小室による仮歌のみで構成され、周囲に提供する楽曲の場合はメロディ優先で制作する。最初から指定のシンガーに向けて作った楽曲を結果的に別の人が歌うことになった場合、別の人が歌えるようにカスタマイズする作業をすることもある。普通に2曲作るのに平均6〜7時間はかかり、余裕を持たせてクオリティを普段以上に高める場合は1日10時間はスタジオにこもる時間を作り、3〜5日はかける。その姿勢は日本・海外を問わない。小室の仮歌がなくても小室が新しく作り上げた楽曲をすぐに歌いこなせるのは、宇都宮とKEIKOだけだった。
自分の属するユニットの楽曲を作る場合は最初に「このジャンルを作りたい」と思ったら、もうその雰囲気で適当に弾き語り、出来上がった曲のことは軽く覚えておく程度にして、しばらく放っておく。そして、もし覚えていて格好よければそれを譜面にするか、録音する。覚えていて弾けても、その前に作ったときのインパクトがもう消えていたら、没にする。そして楽曲自体忘れていたら、「仕方がない、もしかしたら思い出す」と割り切る。似た作り方で、曲の構成上、歌い出しの部分だけ昔作ったものを思い出してサビの部分を新しく考える・サビだけ出来上がっていて、頭に常に置いておき、ある日それに合うイントロ等が出来ると急に引っ張り出すこともある。作った時代が、歌の場所によっていろいろあるといった感じのものも多い。
依頼された楽曲を作る場合は制約・締切があるから、今までのストックを基にして無理矢理作る。そして、ディレクターやプロデューサーにその楽曲を聴かせないといけないので、必ず「曲デモ」と称されるデモテープを作る。これを聴いてレコード会社の人・CMディレクターに「サビを直して」「これでは○○さんの曲みたいだよ」「いつもの小室さんがやるようなメロディでお願いします」等、色々な注文をされる。依頼された場合は、よほど制約が緩くない限りは勝手ができないため1回〜3回は、手直しがある。最初は7割程度の出来で聴かせて、2回目に全力を出して作るパターンが多い。クレームに対しては「むしろ、ないと僕がオファーを受けた甲斐がない」と寛容な態度を示しているが、どうしてもダメ出しをされたくない場合の対策として、わざと締切日ギリギリまで作らずに周囲がいても立ってもいられない心境にさせて、別の場所で1時間程で仕上げることもある。1曲作るのに没になること前提のそれぞれの微調整されたパート違いも含まれる8〜10通りのバージョンを用意しコンペティションに臨んでいた。発売前に各媒体で流してリスナーの反応に耳を傾け、手直しを行うこともある。
劇伴を制作する際は、映像との兼ね合い等色々な条件の中で「如何に自分のエゴを出すか」を考えながら制作している。そのため一応監督の話は聞きつつもあまり気に留めず、全ての映像をテレビに起こして、視聴者になったつもりでリモコンを持って画面を見ながら即興で曲を付け、映像のタイミングを確認しながら手直しする。こうして好き勝手に解釈して作った曲を10曲程コンサートの要領でスタッフに聞かせて、どのように「視聴者が感動できるか」をテーマにしながら、さらにスタッフと一緒に相談して磨き上げていく。楽曲を提供すればそれで終わりではなく、監督・映像・BGMのイメージが少しでもずれていたら、それがどんな段階でも何度でも修正する。場合によっては新曲を書かないといけないため最終的な編集作業まで利害関係なしに1スタッフとして責任を持って、最新鋭の制作システムをもって締め切りまでに如何に磨いていくかを考える。「ドルビーサラウンドに対応していない」等の最悪な状況やシステムの状態の映画館でもまずまず聞ける音色を別に作るため、小室の意向だけで終わらせることができない。商品としてまとめる場合には劇場公開版とは全く異なるミキシングを施す。ただ、小室は後に澤野弘之に「ワンフレーズのメロディでも耳に残る楽曲を作りたいから、どうしても監督の希望より音が立つ方向にものを考えてしまうので、僕はサウンドトラックの仕事にはあまり向いていない。やっぱり『好きにやってほしい』とオーダーされて作ったサウンドトラックが、世に出て残っている」と述懐している。
1990年代から依頼と注文に応えること前提の楽曲制作が格段に多くなったこともあり、それ故に「起きたら突然、降って舞い降りた・湧き出てきた・何かに導かれたように自分が閃めいたメロディだけで、周囲の介入なし・試行錯誤なし・実験性満載・楽器と向かい合ったら短時間で楽しく作れて、弾き直しも1回もなく、コンペティションもスムーズに通った楽曲」「『発見』というより『発明』に近い楽曲」として、
- TM NETWORK「Get Wild」[144]「Dawn Valley」[146]「BEYOND THE TIME (メビウスの宇宙を越えて)」[157]「TIME TO COUNT DOWN」[158]「10 YEARS AFTER」[96]「Major Turn-Round」[159]「CASTLE IN THE CLOUDS」[160]「Whatever Comes」「Angie」[161]「Coexistence」[162]
  - ソロ「Futari」[82]、「二十歳の約束」[163]、「Far Eastern Windシリーズ」[164]
  - 木根尚登「Wish on the hill」「SATURDAY MORNING.6A.M.」[165]
- trf「OPEN YOUR MIND」[166]
- globe「SWEET PAIN」[167]「FREEDOM」「Precious Memories」[168]「Is this love」[169]「Love again」[170]「Many Classic Moments」[164]「女神」[171]「Lights brought the future」[172]「out of©control」[173]
- Kiss Destination「口笛に咲く花」[174]
- 安室奈美恵「Don't wanna cry」[175]
- 華原朋美「MOONLIGHT」[175]「LOVE IS ALL MUSIC」[176]「here we are」[177]
- dos「GRID60」[178]
- 鈴木あみ「OUR DAYS」[179]
- 松田聖子「Kimono Beat」[140]

を挙げているが「本来そのような楽曲が出来上がるのは数年に1回あるかどうかであり、そこから『誰に歌ってもらって、どのように宣伝するのか』も考えなければいけないため、最初に一瞬で湧き上がったときのテンションを維持するのは難しい」「35年やっているけど、1発OKはない」「理想はメロディ・歌詞がいらなくて、リフだけで気持ちいい楽曲」と答えている。
基本的な制作工程
1. 自宅に併設した簡易的な設備を施したスタジオでベーシックとなる大まかなパート別のバックトラック・音色を作る[182][39]。
2. 本格的な仕上げに入るために、貸しスタジオを予約する[183]。
3. 昼過ぎにコンセプト・音色の打ち合わせを行う[183]。
4. 夕方16～17時、遅くとも深夜にはマーケティング方面のアイディアを頭に入れつつも[184][185]、メロディが全く思いついていない状態でスタジオに入り「この人に提供しよう」「このイントロ・コード進行・アウトロ・リフ・音色でいこう」と決める。
5. 既存のシンセサイザーに内蔵されている音色を、マニピュレーターと相談しながらさらに編集する[186][26]。
6. 構想にフィットしそうなリズムパターンをドラムマシンで制作する。
7. リズムパターンに合わせて全体の構成やコード進行を考える。
8. 起承転結の通っているメロディを作らずに、思いついたフレーズを次々に作っていく。その内に溜まった音源データを聴いて、「音色が格好良い」と思ったフレーズにメロディを足していく[187]。
9. おおまかな構成ができ上がったら仮コードを手弾きで、またはコンピューターに打ち込んだメインのバッキングトラック、あるいは小室の知っている曲や自分で既に制作した曲を歌った鼻歌を、プリプロダクションを行わずに「ライヴでギタリストがアドリブのギターソロを弾く」感覚で録音してしまう[注釈 17]。
10. 録音した音源を再生しながら、ベースのフレーズを考えつつ、それをミュージックシーケンサーに打ち込む[注釈 18]。
11. それぞれのシンセサイザーの担当するパート・クリック音・リズムのデータを入力し終えたら、細部を詰め、細かい音色を決めて全て録音してしまう。この段階でのオフヴォーカル音源はほぼ完全パッケージメディアに近いものとなり、それをそのまま活かす形で「音色・シーケンサーのデータを作り直しただけで完成させるか」「敢えてデモテープから雰囲気を様変わりさせてしまうか」のどちらかになる[26]。
12. 最後に最も曲のイメージにふさわしいヴォーカル・コーラス・ギター専用のメロディの譜面[注釈 19]を「ギターのソロパートを振られたときにギターで弾き語るような感じで乗っけるように」作り[191]、それをスタジオ・ミュージシャンが直接何回か聴いた後に演奏し、ミュージシャンが実際に演奏したテイクに差し替えていく[146]。
13. 作詞・譜割りは必ずオフヴォーカル音源が完成してから取り掛かる[注釈 20]。
14. スケジュールに余裕があれば、完成音源を土台にさらにソロパート・ボーカルを被せて、厚みを持たせる[129]。
15. 作業が終わるのは翌朝の7時頃。スタッフと雑談・打ち合わせをしたり、食事を食べた後に自宅に戻るが、何かしら情報収集のために本を読んでいることが多い[184]。

以上の工程をTMデビュー前の時点で雛形は出来ていたが、完全に確立できたと思えたのは渡辺美里の「My Revolution」を作った辺りとのこと。その時の方向性は「当時流行していた洋楽のように4小節とも同じコード進行・バース（Aメロ）→ブリッジ（Bメロ）→コーラス（サビ）でメロディだけは移り変わっていき、予兆無しにコーラスが流れる展開」を目指していた。
制作スタイルの変遷
テープレコーダーを使用していた際はイントロからアウトロまで流れの型を必ず存在しているためそれに合わせて考えて、その先の違う型を使いたいなら全く別の次の考えに進めなければいけないため、テープを使用するデモ作りを「時間軸に乗せる作業」と称していた。シンクラヴィアを導入した際、時計回りではなくパズル感覚でデータを介してできる切り貼り・抜き差し等の編集作業の簡単さに感動し、次第にテープレコーダーは使わなくなる。
1989年にソロボーカリストとしての活動を始めた時に、それまでは楽器でバックトラックを作ることで完結していたが、歌う様になってからは「まず自分が上手く歌えないと、良いメロディとして成立できなくなった」「高い声が出る様になるだけで、楽曲を作る幅が広がっていく」ことが起こり始め、「中村八大さんの様に『全然違う曲調だけど、このメロディの持って行かせ方は彼に違いない』という曲を一生の内に2曲は作る」ことを目標にする様になった。
1990年代以降は「一ミュージシャンとしての技巧を凝らしたアレンジ」から「カラオケで歌いやすく、ディスコでもコンビニでもかけれるダンスミュージック」「ディスコ＋カラオケ÷2」を主眼に置きつつ、「カードの組み合わせで曲ができる」を持論に、今まで小室自身が制作した思うように弾いて格好良いと思ったメロディ・世界中の楽曲の音源から採取したフレーズ・リズム・メロディを音楽ジャンル別・楽器別に分けて、さらに「イントロ用」・「サビ用」・「アウトロ用」等に分けてコンピューター上のデータとしてインプットさせた後（その数は音色だけでも5万はある）、シンクラヴィア（後にPro Toolsにシフト）を駆使して、楽曲のイントロ・1番・2番・ソロパート・アウトロまでをモニターに表示された高音・低音・リズム・各パートの長さを確認しながら行うようになる。いかに自らの曲のイメージにすり合わせながら「カードのように」数々の楽曲を引用・コラージュ・再利用して組み合わせ、「小室サウンド」としてサンプリング、アレンジして完成させるかがポイントになっている。この手法については「ガンズ・アンド・ローゼズの楽曲の作り方と似ている。彼らが自分達の好きなエアロスミスが制作した3曲を1曲に詰め込んだような感じ」「いいサンプリングのネタと音色が一つでもあればそこから広げて1曲できる。海外では完全にそのノリ。もうそろそろ『サンプリング＝盗む』という感覚も消えていい。ジェームス・ブラウンのようにネタを使われているアーティストがジェームスのネタを使っているアーティストにプロデュースを頼むこともあるのだから」「引き出しがあり、そこから引用したものはあります。ただ、曲作りのためのデータというより、記憶の代わりに使っているだけ。外国の誰かと似ることはないが、自分の前の楽曲と似ることはある。それがない用に確認するだけです」「1970年代の誰もが知っている曲のある部分をイントロにつける、バックトラックに知っている曲のフレーズをつけておくと通りすがりの人をも驚かせる。一種のサブリミナル効果です」「機材が進歩すると共に『この部分を直せばもっといい音源になる』という思いが強くなった」「自分の力で作ることはもちろん大切だけど、自分が影響を受けたものを紹介するのもまた大切」「いくら真似して作ったと言っても、元ネタが見えなかったらそれは既にオリジナル」「『何かに似ているけど気持ちよくて格好良いよね』とみんなに思われれば、『似ている・似ていない』の問題はクリアできる」「『どんな方から影響を受けましたか?』と聞かれないアーティストはいない。アートは中々インスパイアから逃れられない。コピーとインスパイアを積み重ねて誰もやった・使った・聞いたことのないほんの数秒間、瞬間でもいいオリジナルを発明してやっと匠になれる。僕の中で発明と思っているのが安室さんの『CAN YOU CELEBRATE?』のイントロ」「過去に自分でゼロから作ってヒットした楽曲をお手本にして、フレーズの一部を再利用した方がファンの期待に応えられるし、自信になります。純粋になる、化合物が無くなる感じですね」と答えている。それ故に楽曲はパート別のメロディの断片を除いても、常に100曲のストックを持っている。

### 編曲
編曲に対しては、音色の0からの制作も同一の作業として含まれていると見ている。TMデビューの時点で「シンセサイザーはどれを使うか?」「ドラムはドラムマシンでやるか?ドラマーに頼むか?」等全部編曲家が決めたり、選んだりしなければならない環境になったため「楽曲が商品になるために最も幅をきかせてる部分であり、レコーディングスタジオの中で一番偉い存在」と語っている。
小室が直々に手掛ける場合は、まずイントロダクションから考えていく。「イントロが良くなければ、関わる意味がない。その位僕はイントロが好き」「ほとんど作曲に近い」「どのチャートで上位に入るかをシミュレーションする」「大体『ザ・ベストテン』で第1位が発表された直後に聞こえてきそうな感じにする」という気持ちでこだわっている。ただし、スタジオ・ミュージシャンに、その楽器が担当するパートのアレンジを全面的に委ねることもあり、マニピュレーターもリズムの構成の視点で編曲に際してのアイディアを出す。小室にとって、マニピュレーターはサウンドプロデュースの補佐的なポジションと捉えている。
アイディアが進まなかったり、楽曲と音色の雰囲気が合っていないと思ったときは、「歌やメロディと一緒にどんな音をどんな風に演奏するかを決める」「歌やメロディがどこで始まって、どこで休んで、どこで終わるかを決める」「歌もメロディもないパートで他の音色・コーラスをどうするのかを決める」「歌詞が完成していたり、歌手の声質・キャラクターが事前に分かっていたら、それに合った音色を作る」という4つの原点に立ち返っている。

### ミキシング
小室にとってミキシング作業は編曲に近い感覚で行われている。「他の作曲家が手がけた楽曲のアレンジを依頼されたら、そのメロディはいじくれない。リミックスを頼まれたときも既に録音してあるボーカルトラックは変えないようにしている。その絶対的な制約がある上で組み立てるという点では、両者は似ている」と語り、作曲・編曲・ミキシングも等しくクリエイティブな作業として同一視している。そのため、よりリスナーに近づける感触を味わうためにミキシングまで深く関わる。
初めて小室一人だけで行った作品は「TMN CLASSIX」であり、本業のレコーディング・エンジニアではないから、ソリッド・ステート・ロジックの卓を見よう見まねで好き勝手にイコライザーやコンプレッサーをかけながら技術を身に付けていった。
ミキシングではボーカル・リズムのトリートメントに神経を使う。昔は「下手なボーカル・音色が粗いから素材そのものを直す」というのもあったが、機材の性能が進むにつれ次第に「より完成度を高めるためのエフェクトの付け足し等の加工」と意味合いが正反対になっていき、小室個人でミキシングを行う場合は1トラック3～5時間は時間をかける。ミックスするパートは一番その曲で聞かせたいトラックからやって行くようにしている。「そのパートの輪郭を最初からハッキリさせれば全体を分かりやすく聴いてもらえる」という意向からきている。
TMでのレコーディング作業時、宇都宮に負担を掛けすぎたことへの反省から篠原涼子をプロデュースした1994年からボーカルディレクション・ミキシングの指揮を自ら行い、ビブラートを効かせたり、小節を回す等の歌い方は極力させないようになった。

### 録音
レコーディングスタジオに対しては、トラックダウンからマスタリングにかけた作業段階で、音質について議論・実験を重ね、特に機材・設備・果ては土地の空気・気圧・電圧・温度・湿度・静電気・シールドケーブルに拘りを見せる。
短いサイクルでスタジオを世界各地に移転する。小室曰く「ヒットが生まれる場所は年月が経つと全く違う。拠点を固定してしまうと時代・テクノロジーとの矛盾を起こしてしまうため、もしかしたらサーカスのように明日移すかもしれない」とコメントしている。ただ、全ての作業を自分のスタジオで行うほどの完璧主義ではなく「場所が滞在先のホテルでも・病室でも・車内でも、打ち込み用のキーボードとパソコン等の機材が置いてあって制作ができればそこはもう立派なスタジオで、データだけでほとんどの作業が済んでしまう」「5千万円あったら機材を買うより他のスタジオを回って何枚かアルバムを作った方がいい。今はどんなに高級な機材でもリースすれば簡単に届くために、あのスタジオにはあの機材があるからすごいという訳ではなくなってきている」「ソフトウェア・シンセサイザーの発達によって、AIRスタジオで録音した音に遜色が無いものが作れるようになった」「ロンドンでは電圧が240Vあり、それだけで音圧の高さ・倍音の気持ち良さ・鍵盤を叩いてからスピーカーが音が出るまでのスピードが日本のスタジオとは段違い。機材面のサポートが充実していて、電話するだけでオックスフォードの機材メーカーからすぐにスタッフが来てくれて、その日の内に対応してくれるので本当に大切な作品はロンドンで録音したい。今までの海外のスタジオで一番良いと感じたのはトレヴァー・ホーンがオーナーを務めるサーム・スタジオ」と話している。自宅でのレコーディングの際の防音対策として、壁に大量の洋服を吊り下げている。
1990年代 - 2000年代は的確にミュージシャン・エンジニアを配置し、正確な指示を与えた上で、複数の楽曲のレコーディングを同時進行でスケジュール通りに終わらせるために1軒のスタジオに何室もの個人用ルームと総計50台を超える録音用のミキシング・コンソールを用意し、小室・木根・久保こーじ・松尾和博・DJ DRAGON・当時の専属マニピュレーター・ライヴミュージシャンのリハーサル専用のスタジオとしてそれぞれに割り当てて、それぞれが担当するパートに専念させていた。
小室の制作スタンスが反映された独自のローテーションについて、小室とその関係者は下記のように表現した。
- 小室「どんどんチャートに出てくるので、すごく速いローテーションで動いているように見えるけど、実際は1～2年の間に作ったストックがそのまま並んでいるだけ」[219]「羽生善治さんの数々の将棋盤に合わせて戦術のバリエーションを変えて勝負するCMと似ています」[220]「24時間寝ないで、globeの曲を作りながら安室さんの『Don't wanna cry』を作っていました」[8]「作詞・作曲・アレンジ含めた1曲を作る作業を最短1時間で済ませていた」[221]
- 宇都宮隆「デモテープの段階では歌詞も上がっていなくて、メロディもよく分からない。歌詞が上がるのは大抵歌入れの日。歌詞が入った時点でメロディ自体も変わっていく。その日は歌入れだけで精一杯。敢えてレコーディングが始まるまで、デモテープの内容は覚えない方がいい。TMの頃からそういうことが多かった」[222]「まず小室が曲を作り、アレンジしてオケを作る。そのスタジオには僕は行かないで、完成した音を聴いて歌う。ボーカルのブースには小室は来ない。1984年からそういう分業体制だった」[223]
- 木根尚登「注文は多いけど、ないときは良くも悪くも任せる人」[224]
- 久保こーじ「ミックスダウンを担当するエンジニアを選定するまではシビアにやりますけど、実作業には口を挟まないし、出来上がった音を楽しんで聞くし、信頼できると思った人には一任する」[225]
- 小室みつ子「最初にデモテープを渡されて、テーマが既に固まっている時には小室君・ディレクターと打ち合わせをします。『このタイトルで書いてくれ』という時には10分で済む場合が多いですが、『何を書くのか?』とテーマが中々決まらなくて、映画や本の話題で長く雑談する時もあります」「デモテープを聞く前と聞いた後では、レコーディングの間にどんどんアイディア・イメージが広がって、アレンジが一変します。全然違う曲になったりもします。だから私は完成版を聞くまでは作詞を始めません」「リズムが複雑なだけに、言葉の乗り具合・内容のチェックはいつもより念入りに行われます。歌詞だけを渡しても、小室君の複雑なメロディにどう乗せればいいのかわかってもらえないからです。最初に私が歌手の前で歌って、覚えてもらうのです。そして一緒に歌う事で、相手もメロディ・歌詞を理解して自分の歌い方を決めていくわけです。OKが出されたら、もうほとんど出来上がり。でも大体はオケに合わせて歌い始めてからも、細かく直したりします」[226]
- 浅倉大介「小室さんはステップ入力をやらないんですよね。全てリアルタイムでキーボードを弾いて、そのノリのまま打ち込んでいく。それで最後に変な所だけちょっと直す程度なんです。曲の縦軸がそうやって出来ていって、その裏に手で弾けないシーケンスフレーズを打ち込んだりとか、パーカッションを打ち込んだりする。1コーラス目と2コーラス目が全然違うフレーズになっていたりするんですよ」[227]
- 葛城哲哉「最初のアイディアの提示・奏法の注文・最後の決定はやっぱり小室さんの判断だよね。でも、小室さんが弾かない日でも彼はスタジオに来るからその段階で色々話す。だから、自分が弾く段階になって改めて細かい注文が新しく出ることは無かったかな。元々ギターに詳しい人だから。曲によって違うけどね」[228]
- 松尾和博「付き合いは長いのに、TKと長く話したことがない」[229]「大量の依頼が来て、曲を量産しなくてはいけない。『朝までにギターを入れて』というインスペクターでも対応できない状況に、たまたま『24時間365日なんでもやります!』という僕がいた」「決まった時間に作業することはなく『締め切りはこの辺だからそれまでにやっておいて』とベーシックトラックを渡されるので、それまでに済ませるのを次から次へと繰り返しました。スタジオセッションのように皆が集まることはなかったので途中で行き詰ったらすぐに一旦休止もできた。1曲に2日かけても、締め切りに間に合えば大丈夫だった」「96chのソリッド・ステート・ロジックのミキシング・コンソールの片方の48chを僕専用のブースとして自由に使わせてもらえた」「具体的な注文はなく『ギターを入れて』だけだった。フレーズ面だけでなくサウンド選びもものすごく自由で、僕の判断で勝手にアレンジしたけどNGはなかった。強いて言えば『テイクこれだけしかないの?』と言われたことはあった」「レコーディング中は聞いている時間が一番長い。リピートを何回もして、足りない所はないか余白を探す。『どんなフレーズを入れるか』というアレンジャー的な考え方ではなくて、その他全体の楽器を聞いて、『ギターの質感を当てるか避けるか』が大事だった。パート別にやっているから、逆に頭から通して弾けなかった」[230]
- YU-KI「TRFはデビュー曲から、ずっと私の歌声にキーを合わせた曲がなかったんです。あまり聞かない例だと思います。小室さんから直接の指示は一切なくて、デモテープに入っていた仮歌のキーに私が合わせて歌っていたんです。私のキーは高くなくて、むしろ低音が得意。『寒い夜だから…』もそうですが、ずっと中高音域というメロディがTRFには多くて、歌うのにかなり努力しました。しかし、それが『小室マジック』でした。完成版を聴くと自分のいい声の成分が出ている。レコーディング中は『小室さんはドSだな』と思うのですが……（笑）。最後には『さすが!』と思わされるんです」[231]
- DJ KOO「スタジオが同時進行で3～4つは当たり前に動いていて、小室さんはその間に打合せも幾つもやっていました。1週間に10作品とかを並行してやっていて、trfだけみても絶えずリリースがあって、それをライブツアーをやりながらやっていたので、僕とYU-KIは常にスタジオに入っていました。そこに小室さんから楽曲・仮歌・歌詞が次々と届いて、そこから1つひとつの言葉を『どうメロディにはめるか』『細かい歌い回しをどうするか』を2人で相談しながら決めていって、それをどんどんレコーディングしていき、ピッチやリズムを細かく微調整し、出来上がったテイクを小室さんが改めてチェックするという日々でした。出来上がるものに対して、小室さんがNGを出したことはなかったです。忙しかったからかもしれないですけど、ダメ出しは覚えている限りはなかったです」[232][233]「小室さんのビジョン・やりたいこと・基本となるリズム・テンポの設定は事前に決まっていた。それをメンバーと共有し、形を整えるのが自分の役割だったんじゃないかな。逆にダンサーチームが踊りやすいように、拍に対して『ハイハットの位置を微妙にずらそう』とか、そういう提案をすることはありました」[233]「僕がリミックスを作る時は、事前にシンセサイザーに内蔵されている音源を使っていたんですが、小室さんはゼロから作るんです。ノイズを色々なノブやつまみで調整しながらベースの音色を1から静かに淡々とした姿勢で作っていく」[234]
- 松浦勝人「本当は楽曲が完パケしてから、CM用を作ればいいんだけど、CMのタイアップが先に決まっていて、まず15秒分を先にCM用に納品しなければならないから、時間がない。先にCM用を作って、後から楽曲を作る。ただ、楽曲が出来上がってみたら、CM用に納品した楽曲と全然違う全く別の曲になっちゃってるんですよ。『どうするの、これ?』って話になったら、『無理でもなんでもつなげちゃおう。それしかないよ』って。でも、それが『小室哲哉の天才的で斬新な展開』みたいなことになっちゃうんです。もうあらゆることが普通じゃなかったです」[235]
- 浜田雅功「俺が仮歌を入れる予定の日に、彼は夜7時から夜中の2時までスタジオから出てこなくて、ずっと待ちの状態が続いていたんですよ。たまに出てきたら、頭ぐしゃぐしゃで、小汚い格好でカレーライスとコーヒーを口にした後『間に合わない』と言いながらスタジオに戻っていった。あの体力はすごい!」[236]
- 安室奈美恵「小室さんの仮歌って、ラップと歌メロの中間みたいなのが多いんですよ（笑）。いろんな解釈ができるので、曲に慣れて自分のものにするまでが大変でした」[237]
- 佐野健二「とんでもなかったですよ。安室奈美恵ちゃんのツアーのリハーサルをやって、KEIKOのボーカルディレクションをやって、マークのラップの作詞につき合って、globeの音源もレコーディングに参加して、3〜4時間寝てからまた安室奈美恵ちゃんのリハーサル。自分の仕事のマネジメントも僕1人でやってました。『ちょっと手に負えないな』と思い始めたのが、小室さんに『globeのツアーも参加してほしい』と言われたときですね。安室奈美恵ちゃんのツアーもやっていましたから、初めて小室さんに『流石に無理。俺死んじゃうから、これ…』と言ったら10人のスタッフがそ～っといなくなるんですよ。小室さんに対して『嫌だ』『無理』と言う人がいなかったから、どう対応したらいいかわからなかったんですね。それでも『本当に無理』と言ったら小室さんは『わかった。じゃあベース探してくれる?』と言われて、僕はロッド・スチュワートの所でやっているカーマイン・ロハスを紹介しました。そこからは安室奈美恵ちゃんの仕事しかやらなくなりました」[238]
- 華原朋美「小室さんのスケジュールが過密なため、いつ連絡が入るかわからなくて、電話で『今すぐスタジオに来て欲しい』と呼ばれることもあります。『I BELIEVE』『I'm proud』の時がそうでした。だからレコーディングが始まると本当に24時間体制です。それ位曲には命をかけてます」[239]「1度オケに合わせて、私が仮歌を歌う。そうすると歌の雰囲気によって、小室さんには全く別のアイディアが湧いて、サウンドが変わったりするんです。だから一瞬たりとも見逃せなくて、トイレにも行けないですね」[240]
- 前田たかひろ「小室さんから『スタジオに来てほしい』と言われて行ってみると、すぐに作らないとリリースが間に合わないという状況。ところが、まだドラム・ベース等のリズムを打ち込んでいる段階。それを聞かせて『何か出来た?』と聞いてくるわけです。メロディを打ち込むのと同時進行で、詞を作ったこともありました」[241]
- tohko「自分で仮歌をデモテープに入れて下さるので、その通りに歌えばいいんです」[242]
- 鈴木亜美「ジャケット写真を撮り終わった後、『違う』と言ってすぐに曲を0から書き直していました。スタッフは『よくある事』と言っていました」[243]

素材のデータ転送がスムーズになって、テレビ電話で海外のスタジオのスタッフと話せるようになっても、小室は正式なレコーディングは現地に行きスタッフと直に対話しながら行うことを念頭に置いていた。目標としては大衆を狙って活動しているけど、仕事中では仲のいいプロデューサー・ミュージシャンをすぐに直接楽しませるために作っている。小室は「特にアメリカ・ロサンゼルス出身のエンジニアが隣にいると身が引き締まり、その人が『COOL!』と言ってくれないと終わらない気がする」と語っている。
素材を高音質に記録することを目標にして、PCM-3348・オープンリールが主流の時代でも24bit/96kHzから48kHzで録音し、ボーカル・コーラス・声等の人間の生の声を使うパートはハードディスクドライブに別に記録していた。マスタリングの際に確認できた小さなブレス音等がCDとして納品されたときに、聞こえなくなってしまうことが多々あった。2000年に記録媒体を完全にハードディスクドライブに移行した際はPro ToolsからDream ADA-8を通してAWS 900でミキシングを行い、MERGING Pyramixに24bit/192kHzで録音することが基本の流れになった。理想は「大元の素材は384kHzで持っておいてもいいのではないか。下のサンプリングレートから上げることは不可能だから」「携帯電話で聴いても、潰れたり埋もれたりしない音像」を目指している。

## ミュージシャンとしての姿勢

### キーボーディスト・シンセシスト
シンセサイザーの使い方はハードウェア・シンセサイザーを重視する傾向が強く、レコーディング作業時のみソフトウェア・シンセサイザーを「楽器として重要な要素であるフィジカルコントロールの面でハードに劣る」「鍵盤の方が手っ取り早い」「マウスが使いづらい」「つまみがあって二度と出せない音を作り出せる機材に可能性を感じてしまう性分なので、マウスや数値だけでは限界がある」「基本的にステップ入力はしない。1974の時その手法でイントロを作るだけでも大変苦労した。それに打ち込みから始めてしまうと音色によってデュレーションやリリースが違うので、いざ聞くとニュアンスが全く違ってしまう」として使用していなかった。音自体はMIDIで作った後、それを鍵盤で即興で弾き、それをPro Tools・ACID等でエディットしていく形を好んでいるが、椎間板ヘルニアによる身体への負担・コンプレッサーの性能と音圧の高さとハードウェアタイプとの差の大きさ・マウスの操作性の向上（主に応答時間）・他のクリエイターからの影響を考慮し、2013年3月に個人所有のスタジオを改装する際にソフトウェアタイプの機種を導入した。また、同年の7月20・21日にさいたまスーパーアリーナで行われたTM NETWORKのコンサート『TM NETWORK FINAL MISSION -START investigation-』では初めてソフトシンセをライブで使用した。ライブのリハーサル中、PCが頻繁にフリーズしてしまったため、バックアップとして急遽パソコンをもう一台購入し、ソフトシンセももう一式購入した。そのため、「結果ハードシンセよりも高くついたが、2台あることでダブステップをやるので音を重ねていけたりする等プレイの幅が広がった」と小室は語っている。それでも2013年の時点で「記念館を作れる」くらいに個人でハードウェアタイプの機種を所有している。新しくシンセサイザーを購入した時、マニュアルは読まずに予備知識なし・直感で操作する。それ故に一度も使ったことのない機能・スイッチが多いが、使いたい機能・目的がはっきりしているため、あまり楽曲制作に迷わないという。使える機材かどうかは、「鍵盤を弾いた瞬間に時差なくスピーカーから音が出るか否か」の二択で選んだ。
ライヴでの演奏もシンセサイザー主体であり、「自分がその楽器のプレイヤーとしての腕が追いつかなくても、演奏したい楽器のボタンを押して弾くと機械の方がメロディをしっかり追えると14,15歳の頃に気づいた」「アレンジ・奏法はギタリストの真似から始まっていて、ギタリストだと簡単に弾けるフレーズ・プレイをキーボーディストが担当するとどうなるかを意識している」「1台の中に生のストリングス・バンドサウンド・ヴォーカルが全て入っていて再現できる。僕の音楽はシンセサイザー・コンピューターの制御があって初めて成立している」「1台あるだけで1曲音源が作れる程、機能が充実している」「バンド内でギタリストに対抗できるポジション」「ギタリストがカッティングでグルーヴを生み出すように、鍵盤でも何か違った形でグルーヴが生み出せないかと思っている」「数台重ねれば一人バンドができる」と語る程に思い入れが強い。既存の音源・事前に新規に作成した音源の上にマルチ・キーボードでの即興演奏で全く別のメロディを重ね、ミュージックシーケンサーを駆使しての多重演奏を主体としている。その際、今までのキーボーディストが三和音をきっちり押さえて、左手もリズムが八分だと8回とその通りに鍵盤を叩いていたが、小室の場合は無駄な音は消去法の要領で全て取り除いて、極力簡単で有効的な音にしている。同時にPAエンジニアと相談して、キーボードはどうしても音数が多いから、細かいプレイまで再現するためにギター・ベース・ドラム・ボーカルの入る余地のある隙間を作る。ギター・キーボードのパートは和音の即興演奏は止めて、単音で「あの曲はこういう音だった」とファンの耳に残して、1曲毎の印象を強く残すことを目標にしている。
ただ小室本人は必ずしも機械弄りが好きだったわけではなく、電子楽器・コンピューターを使用しているのも単に「便利だから」という理由である。むしろ「旅客機のコックピットみたいにライトや計器に囲まれて、機長のように指示を出す」というシチュエーションに小さい頃から憧れており、それが小室独自のキーボード&シンセサイザーブースと機材リスト構築に反映されている。小室自身、機材そのものは飽くまでも手段であり、最新機器であっても自分のやりたいことができなかったり、10割の内1割の価値しかない機材だったら、迷わずその日の内に売ることもある。

### マニピュレーター
計算機科学に関しては元来何の知識も持っていないため、アレンジを終えた楽曲のデータを小室のチェックの元で別の専門のマニピュレーターが打ち込んでいる。しかし、1993年以降は小室もクルーの協力の下で、自らプログラミングに着手するようになる。これは「もう皆が『いい曲だね』と言えるメロディなんて大体決まっちゃってるから、今更メロディだけで勝負してもつまらない」という意向からきている。レコーディングの工程の9割は音色作りに割り振り、一つひとつの音色をしっかりオーディションしつつ編集して、『どの音色で弾けば下のベーシックなパートが浮かび上がってくるか』『現場のDJが聴いてすぐに印象に残って使おうと思えるか』まで考えてオーケストレーションのアレンジに近い感覚で作業する。
目標としては、「いかにもサンプリングだとわかるような音作りは避ける」「エンジンがかかった時の音から来る安心感」「瓶の蓋を受ける時の気持ちの良い音」等、誰の耳にも引っかかるファンが覚えやすい範囲で個性的な音色を作ることを指標とし、且つ手で弾いた時の雰囲気を残す様にしている。その為にも、派手すぎるオーケストラル・ヒットは「手で弾くメロディの邪魔になる」という理由から使用する機会は少ない。主にプログラミングするのはシーケンスフレーズで、マリンバ系の伸びない音を使ってリズムのサポートをさせ、隠し味みたいに、生のギターや人間のコーラスをサンプリングすることでナチュラルさと厚みを持たせる事が多い。
長期ライヴツアーがマンネリ化しないための工夫として、スタジオで事前に完成した映像に合わせて即興でベーシックのオケを制作し、リハーサルでは毎回映像を見ながらオケの作り直し・音色のデータのアップデートを行っている。そのために小室のブースではスタジオの環境と変わらない録音ができる機材を中心にしたシステムで構成されており、レコーディング体制・ライブ体制へとすぐにどちらにも切り替われるようになっていて、「TM NETWORK FINAL MISSION -START investigation-」からはリハーサルの途中でも合間を縫ってレコーディングを行うようになった。
他のマニピュレーターにイメージを説明する時は、「空で何かが飛んでいる感じで」の様なシナリオの文法を思わせる表現ではなく、「〇〇系の音と〇〇系の音が、何対何の割合で鳴ってて、フィルターが開いているような」等の専門用語を介している。例えば、鐘の音を出したい時は「ゴーン」「カーン」等の擬音ではなく、「サンプリングした鐘の音とYAMAHA-DX7のチャイムを混ぜて」と指示する。
小室自身の感じるシンセサイザーサウンドの「賞味期限」は3か月であるため、その時になったら常に1からサウンドを練り直しているという。これについては「長時間スタジオに篭り、コンピューターを駆使すればするほど、メロディ・音色等のデータが蓄積されていく。一度取り込んだデータは加工し、再利用し、新たな楽曲作りに活かすことができて、生産性が上がる」「頭の中で鳴っている音楽は1時間で形にしたい」「デモテープを作っているときが一番格好良いと思っていて店頭に並ぶ頃には飽きている。昔は周りに対して『違うんだよ、これは半年前に作った曲なんだよ』と思っていたが年々スパンが短くなるにつれストレスが大分減った」「ソフトシンセはアップデートする度に月に何万もの新しい音色が来る。旅先でもダウンロードできるので驚きつつも、エディットしてすぐにぶっつけで仕事に使う」と語っている。

### DJ
1991年よりクラブツアー「TK TRACKS NIGHT」でクラブDJとしてのキャリアをスタートさせる。DJブースに入って小室自身が選曲していたが、選曲・瞬間毎の判断を誤って、観客の熱気が冷めていく時の恐怖感・パニックを何度も経験した。同時に音楽プロデューサーとして企画を仕掛けていくための身体を第一線に張った上でのマーケティングのセンスが養われた。
クラブでのライブはトータルに見ると普通のコンサートより観客の支払いが高く付くので、「観客が満足してくれるのか」という心配が付きまとい、普通のコンサート以上にサービスする。クラブのスタッフに制止されない限り本番に3,4時間はかけ、リハーサルの段階で曲をつなげるための時間として2時間は作る。その時の要領は「椀子そば」「1979年頃にレコード店を回ってギター一本で歌う山下達郎さんに近かった」と話している。
クラブでの動向を観客の服装・顔色・男女の比率、クラブにスタッフとして所属しているDJの嗜好・顔色を窺いながら、選曲・鍵盤の弾き方もその都度変えていく。ノリはジャズの即興演奏に近い。
1993年よりクラブDJが行うミキシング・コンソールでのリアルタイムリミックスに興味を抱き、1994年の「TMN 4001 DAYS GROOVE」にて音色をWaldorf THE WAVEに搭載されたノブ・スライダーで視覚的に操作した。1997年のイベント「TK Presents GROOVE MUSEUM」以降は、小室のブースはリズムを含めたほとんどの音が内蔵されたPro Tools・ハードディスクドライブとミキシングコンソールが機材の大部分を占めるようになり、ステージ上で楽曲の構成をディスプレイで確認して単音・ブラス音・パッド音をノブをつまみながら歪ませて、それをPAエンジニアのチーフに送りながら行う音色と音質の変換・パート別の音量と残響時間の調節作業が担当の9割を占めるようになり、鍵盤はほとんど弾かないときもあった。どのようなミックスになるかは小室のそのときの気分次第であり、公演ごとに一つ一つアレンジが異なる。元の楽曲の演奏のきっかけになり、リズムをキープするための拍子・音程をキープするために最低限必要なメロディが突然消えることが多いため、照明デザイナー・PAエンジニア・ボーカル・ミュージシャンは通常のコンサート以上の多大な緊張と集中を強いられるという。

### ギター
ギターはコード進行しか弾けず、周囲に圧倒的に上手い人が沢山いたので、やる気が起こらなかった。
しかしプロデュースに専念するようになった1990年代から、安室・華原・globeのレコーディングでは7:3から6:4（シンセ:ギター）の割合でギターも演奏するようになった（主にPRS Guitarsのエレクトリックギターとアコースティック・ギター）。理由は鍵盤に対してのサンプリングのテクノロジーが発展していなかったので、歌とギター特有の細かな動作・操作・表現を鍵盤で再現するのが不可能であり、鍵盤は音を跳ねさせるのは難しいが、ギターはテクニックがなくても音を跳ねさせることができるからであった。
ギタリストは「キーボードで鳴らして楽曲の元々のコードに混じると鳴らせないコードでも、ギターがその部分をサポートしてくれる。その他にもイントロで即興演奏で遊んでくれて、種類を持ち変えるだけで全てが変わるから、ライブでは特に必要不可欠」と評している。
小室によるギターの演奏を録音したのは篠原涼子の「もっと もっと…」が初めてであり、H Jungle with tの楽曲でもノークレジットながら演奏している。

### ドラム・パーカッション
80年代のTM NETWORK期～90年代初頭のTMN期において、ドラム・パーカッションを演奏していることがあった。2000年代以降はシンセサイザーの鍵盤でドラム音を演奏している。
TM NETWORKの1986年のコンサートツアー「TOUR '86 FANKS DYNA-MIX」からシンセサイザーDX7の上に、 YAMAHAのリズムパッドPTT1×4を設置し、パーカッションMIDIコンバーターYAMAHA PMC1を通して、YAMAHA TX7とローランドTR-727を接続して鳴らしていた。TM NETWORKの1986年のコンサートツアー「FANKS! BANG THE GONG」と「FANKS CRY-MAX」でPTT1の数が5に増えた。
TMNのアルバム『EXPO』において、小室がドラムのクレジットに記載されているが、1曲を最初から最後まで通して叩いているのではなく、数小節叩いて、その中のノリのいい1小節だけをサンプリングして、それを繰り返してつなぎ合わせることで、上手なドラマーのような面白いノリのドラムパターンを作成している。小室はその手法は「インチキでなく、新しい手法」とインタビューで答えている。
1994年のライブ「TMN 4001 DAYS GROOVE」5月19日公演の『You can Dance』で観客の前でドラムを披露している。
2007年発売のTM NETWORKのアルバム『SPEEDWAY』においては、ローランドFantom-X6の鍵盤でドラムパートをリアルタイム入力している。音色はTR-808/909でなく、スタンダード系を使用。ステップ入力はありえないと言っている。キック・スネア・ハットなら指3本でできると言っている。クオンタイズは最近かけていないと言っている。
2013年3月6日に発売したソロアルバム『DEBF3』の2枚目に『TK DRUM SOLO』を収録している。

### ボーカル・コーラス
ボーカルのレコーディングは小室1人でもどうにかフォローできる余地があるためキャリアを要求しないが、ライブではデビューから早期に大勢の前でマイクの前に立つのを経験させるように心がけている。これは「舞台監督・照明スタッフ・PAエンジニア・ファンの刺さるような目線に込められた気持ちを受け止めて欲しい」「ハプニングで成功する確率には期待しない。本番を1回でも多く経験し、場数が豊富であるほど、素晴らしいエンターテイメントになる」という方針からきている。木根尚登のソロデビュー時に木根からどのように歌うか相談を受けた際「失敗してもいいから場数を踏んで、自分の歌い方を見つけるように」とアドバイスしている。
反面ソロアルバムでは小室自身が歌唱する楽曲があるが、小室は本来の歌唱力を「1人でモノラルで録ったら、とても聴けるようなものではない蚊の鳴くような声」「仮歌がすごくいい加減で、『ド』なのか『レ』なのかわからない程の音程があるので、KEIKOは結構苦労するそうです」「ただ1回歌っただけでは非常に心もとない、絶対に歌手にはなれない声質」「全然合格点ではない。自分のソロだから許されることです」と話している。
その代わりにコーラスには「狼煙を焚く覚悟で行っている」と自負する程に拘りを見せている。1人で最低でも6～8回をそれぞれ個別毎に違う音程・音域・メロディーで重ねて独特の倍音を発生させて、3人並んで歌っているシーンを連想させないようにミキシングし、「それぞれの癖のある声」が「本来のメロディを生かすための楽器」として機能するように手間をかける。小室自身も自分が担当するコーラスには1時間に8～16回重ねるようにしている。

## メディア上の戦略的演出

### 音楽プロデューサー
契機
小学校の頃から、学芸会・運動会・卒業謝恩会のイベントになると、学級委員として張り切って先頭に立っていた。小学4年生の時の学芸会で前半に笛の演奏会を行い、後半に三億円事件をモチーフにした演劇を開催するというプログラムを決めた後に草案を提出した。3歳から12歳までヴァイオリンを習っていたのを活かし、笛の演奏に関しては各パートのアレンジも手がけた。普段から勉強ができるいい子になり、先生・学校を「お金を出してくれたり、場所・環境を与えてくれるスポンサー・クライアント」として見ていて、先生を仲間に入れることはもちろん、クラスメイトにも気を使って引き込むようにしていた。ただし、中学では小室と同格の生徒・小室を快く思わなかった生徒もいたことにショックを受け、普段の学校の授業には人並み以上に参加し、コミュニケーション技法・音楽の練習を0からやり直した。この頃から既に「終始自分だけで楽しむ」という気持ちは毛頭無く、それがプロデューサーとしての立ち振る舞いの原点となった。
音楽プロデューサーとしての立ち位置については、デュラン・デュランのニック・ローズがバンドリーダーでありながら、カジャグーグーのデビュー曲「君はTOO SHY」のプロデューサーを務めたことに対して「バンドの中心人物で、キーボードなのに、他人の面倒を見ていいんだ!?」と衝撃を受けた。仕事の進め方の点で影響を受けたのが、クインシー・ジョーンズ・ベイビーフェイス・ナイル・ロジャース等ターゲットを絞らなくても大勢に広まる宣伝戦略・ブラックミュージック専門の黒人音楽プロデューサーの手腕に一気に魅せられた事だった。
高校生の頃から本格的に音楽プロデューサーになることを志し、その立場と役回りに拘った。「外部からプロデューサーとして推薦されたら、アーティストより偉いから速く物事が進む。例えばヨーロッパで『小室というプロデューサーがいるだろう』となったら、『あいつに相談したら窓口とつながりがあるから、レコード会社を紹介してくれるぞ』と様々な話が出てくる。これが『キーボーディストで小室がいるよ』となったら、そこで終わってしまって後に続いていかないんです」「中学生の時から聞いていた洋楽にはプロデューサーの名前がメンバーよりでかく載っていて、インタビューでも『プロデューサーを選ぶところからレコーディングが始まった』『今度はこのプロデューサーでやろう』『プロデューサーと喧嘩してレコードを没にした』等、かなり立場が高かったことが窺えた。無理してフロントに出なくても存在感が確保され、上手くいけば必然的にオファーが来るポジションを目指したい」「ミュージシャンはエゴが強いから、喧嘩にならずにバンドとして統一するためにまとめ役が必要」「自分の思いを伝えるには、自分で演奏して歌うのが一番シンプルだから。でも、そういうシンガーソングライターみたいな事はできないと自覚していたから触媒・フィルター役で音楽に関わっていきたい」「『この人と組んだらこういう音になる』というのを研究しているアーティストから選出され、世に送られて、ステータスが上昇する。そこから、楽曲を自分の好きな音楽の方向に持っていって、まとめていく。そういう洋楽案内人みたいな立場になれればいいなと思っていた」と考えていた。
1980年代前半には「予算を立てたり、スタジオを予約したり、歌詞を添削したりする等、制作現場の仕切り役であるレコード会社の音楽ディレクターを抜きにして、自分達で全てをやりたい」と立ち位置に対して、明確な目標を持つ様になる。それを聞いた久保こーじは当初は「権利を持てる代わりに、管理するという義務が生じる」「結局独り善がりな作品になっちゃって、客観的に聞くと変になるのでは」と不安を抱いた。
本格的に制作進行・予算管理等の裏方に徹し始めたのが1992年からで「自分が表に出てツアーや取材に時間をとられるのが嫌でその時間を裏方仕事に使えば音楽業界のどれだけお役に立てられるか」を考えていた。TMNが活動終了を発表した1994年当時は以後の派手な活動とは裏腹に、ステージから降りて完全に裏方に徹する予定だった。そのため「一連の大ヒットは僕にとっても予想外の出来事だった」「僕の口から『TKサウンド』と言ったことは一度もないのに『TKサウンド』だけで独立してしまったために、人伝えではないために良くも悪くもないそのままの言葉が伝わるから、自分の発言に責任を持てて『こんなことは言っていない』という意思表示になるホームページの必要性を迫られた」と語っている。
姿勢
プロデューサーとしての方針として、「こういうことのために、こういう仕事をして、形にしてほしい」というビジョンの明確な依頼を外部から受け、飽くまでも1スタッフとして関わる形で成り立たせている。例として「CDを○万枚売ってほしい」という依頼がきたら、極力それに向かって進み、「アーティストを育てたい」と言われた時には、人選して、マネージャー・タレント・エージェントとして素材であるアーティストをあくまでもスポンサーから提示された予算・スケジュール内で、音色作り・作詞・作曲・演奏・ボーカルのレコーディングに時間をかけて、「服装やメイクや髪型といったビジュアルはどうするか・どんなダンスを踊るのか・どんな言動をしていくのか」の順番をコントロールして、リスナーがお金を出そうと思えて、カラオケで唄い、アーティストに憧れるまでのクオリティにするまで面倒をみるのをプロデューサーとしての基本フォーマットにしている。
プロデューサーとして一番恐怖心を抱くのが、他方面・他国で大ヒットが来ることであり「自分達がやっていることが本当に大丈夫なのか」と不安になる。そのため、自分の仕事と世界の音楽の流行の膨大な音色の種類・アーティストの動向を1フレーズ単位で調べている。転機になったのが「SF Rock Station」のレギュラーを担当することで、今まで以上に新譜が聴けれる機会が増えて、メンバー・スタッフにもプロデューサーとして自信をもって強気で「今の所は大丈夫だから、これでいけるよ」と言えるようになった。逆に一番「プロデューサー冥利に尽きる」と嬉しく思うのは、自分達が新しいことをやっていたら、それに近いものが他方面・他国からも出てきて「同じことを考えているんだな、タイムリーだから大丈夫だ!」というノリで行けるという。
「主役はスターではなく、飽くまでも聴く側」「自分から名乗っても『誰、それ?』と言われる感覚を如何なるときも忘れないようにする」という意向から、素材集めのための流行の音楽の調査・クレームへの対応・ファンとの交流とリサーチは欠かさない。アーティスト・スポンサーと食事をしながらプライベートな話をしつつ、形を作って行く。地方でのコンサートが終わった後の夜のクラブハウスに一定の間を空けた事前の予告無しで出入りし、ラフな格好でファンとも普通に話す。新聞・雑誌のチェックは隅の細かい記事まで読む。対象は主に新聞では読売新聞・日本経済新聞・日刊スポーツ・サンケイスポーツ、雑誌はホットドッグ・プレス・POPEYE・週刊プレイボーイ等男性向けファッション雑誌・流通系の雑誌を中心にしている。女性向けファッション雑誌は「メーカーとのタイアップが多くて参考にならない」と敢えて手を出さず、直接女性ファンと交流するときにどのような様子なのかを事細かく観察している。ギガネットワークス・エクシング等の大手通信カラオケ会社から歌唱曲ランキング等細かいデータを送ってもらっている。ロサンゼルスを拠点に活動していた時には、麻生香太郎を介して大量の雑誌等を送ってもらい、日本のマーケット事情を調べていた。プライベートでも「スマートフォンのアプリだけで作曲しているアマチュア・若手が出ている」と聞けば、全く新しいタイプの楽曲が生まれる可能性を見いだし、話題の制作アプリにも自分から確かめ、ニュースを読むときは音楽欄・経済欄ではなく真っ先にIT欄を読む等、技術の進歩の情報収集も積極的に行っている。
特に業界人からは「アイドル評論家」と言われる程にアイドルに詳しい。「普通の女の子がどうしてビッグスターになれるのか」とプロデューサーとして興味を持ち、常日頃から「自分が管理できる、時代を象徴するアイドル」という企画を機会があったらやりたいと思っていて、ある人から「小室は自分で究極のアイドルを作りたいのか!」と問われた際、「当たっているじゃん!」と喜んだという。日頃からアイドルは「大衆芸術の一つ」「社会や時代を映す鏡であり、どれだけクリアに映すかで存在の大きさが決まる」「日本には必要不可欠です。良い意味で玩具業界のようなエンターテイメントだと思うから。無くなってしまったらつまらないし、寂しい」「僕達はテレビに出ても隅っこでいい。アイドルの人達が真ん中に座って欲しいんです。ミュージシャンは隅で白けているのが逆に絵になる。アイドルが隅に座って寂しそうじゃ絵にならない」と捉えつつ期待している。そのアイドルに自己投影するファンが楽曲提供する過程や結果で見えるため、アイドルに楽曲提供する時のポイントは事前に『アイドルが誰を相手にしているのか?』『アイドルの鏡に映るのはどんな人たちなのか?』『アイドルは今どんな時期にいるのか?初動期なのか?成長期なのか?安定期なのか?』等立ち位置と時代性を加味しつつ、声質・声域を調べていく。個人としての好みのアイドルとして、「僕の用意した曲に乗ってくれて、『このパートはキーボードにするか?ギターにするか?』と尋ねたときにハッキリと答えられて、結果に責任を持てるアイドル」と答えている。
相性としては友情を深めないと心を開いてくれない男性より、割り切りのいい女性との仕事を「やりやすい」と好んでいる。それに対して小室は、「その際に音楽に対しては『後は好きにやってください』という開き直りができる」「歌が終わって、次は俳優への道を選んだら、僕のことを忘れてその監督に身を任せると思う」「『高い声・女性の声の方が届きやすい』と本能的に思っていたんです。低い歌声は体格に左右されがちだが、高い歌声は練習すればものになる。カラオケでも『私この曲、元のキーで歌えるよ』みたいな楽しみ方をしてもらえたらと思った」「男性はやらなければならないことに追われていたし、男の子の動きが目立たなくなっていった。女の子の方が服装も含めて自由で創意工夫があって、仕事や学校以外にも楽しめるすべを知っていた。そういう女性たちが、歌の題材としてすごく面白かったんです」「『女性を軽視してはいけない』という空気が1990年代にようやく出てきた。『女性たちを応援したい』という思いも自分の中にあった」と話している。
オーディションに審査員として関わる場合はトレーニングでどうにかなる歌唱力より、変えようのない声質・倍音の構成を重視して選んでいた。それが逆にインパクトのある楽曲を生み出すきっかけになった。
総合的な予算は広告費の原価・広告代理店の手数料を合算した上で幾らかかるかをはっきりさせて、貸しスタジオの料金からどれを日割りにするかを明らかにしながら予算が組み立つようにしている。シングル1枚に対しての総製作費は最高でも500万円であり、たとえ低予算だったとしても、手間や時間がかかっているように見える「高級感」が出るように演出する。しかし、時々小室が1部分に対して締め切りに間に合わせるために見切りを付けるように指示しても拘るスタッフもいて、予算を超過することもありその交渉も慎重に行った。
1980年代後半より、ライブツアーの際にスポンサーが手配した宿泊先で自腹で追加料金を支払い、スイートルームを使うようになる。全盛期には複数台の高級車とレコーディングシタジオを併設した別荘を所有していた。大のフェラーリファンとしても有名で、色違いのフェラーリを複数台所有している。過去にはプライベートでF1観戦に訪れ、フェラーリチームのピットでレースを観戦する姿も何度となく目撃されている。また、メルセデスベンツ・CLK-GTRも所有していたが、並行輸入で購入していたものであったため乗ることができず、飾り物にしていたとのことである。カリフォルニア州に6億3千万円の住宅・オアフ島に1億2千万円の住宅・バリ島には2億円の住宅を建てていた。アーティスト・スタッフへの労いとして、関係者を引き連れて自家用ジェットでラスベガスに行き、カジノの軍資金も全額負担した。TRFのメンバーとクリスマスパーティを行った際、メンバー一人ひとりに現金1千万円をプレゼントし、YU-KIにはさらに「誕生日プレゼント・御苦労さん代」と称して1千万円以上もするベンツをプレゼントした。ヨーロッパで活動を行っている時に電車で移動する際には車両ごと予約していた。これはステータスの誇示のためだけではなく、所属事務所に在籍しているスタッフ・ミュージシャンへのギャランティと仕事の関係者との打ち合わせの場所・時間を確保するためでもあった。この姿勢に松浦勝人は難色を示し、なんとかエコノミークラスで行ってもらうためにファーストクラスのない航空会社を斡旋した。しかしエイベックスが大きくなるにつれ、小室の希望する移動手段に合わせると宣伝戦略に工夫を凝らすことを忘れかけるという弊害が出た。
自身のポリシーとして、
- 「『今○○がブームだから、○○の音にしましょう』と言われても、『借り物という企画意図が見透かされてしまう』と断り、筋の通った一本道を作って、『音楽ができる人』として自立の道を開けるようにしている」[139]
- 「僕みたいな仕事になると音楽を趣味で聴くことはないんですよ。99%仕事。レコード聴いて感動しているだけじゃだめで、その中の色んな要素を分解・追及して、一番の元となる部分を探さなければならない。そうやって突き詰めた所から僕の音楽が生まれてくる」[313]
- 「まず最初に企画書があって、たくさんの人から提供された情報から一番企画に合う人を絞り込んでいく」[314]
- 「ファンが真似しやすいもの、サウンドは今日完成したら明日すぐお店に出せる品質、カラオケに通うファンに対してお酒・おつまみ・おやつが似合うものを皆に作らなければいけない」[315]
- 「完成形が見えない限り、行動には移さない。『この服を着て、こんなトークをするキャラクターで、誰に人気が出るのか』という絵が見えて初めて取り掛かる。それが自分の中でぼやけていては、他人にも指示が出せない」[316]
- 「今や1つの楽曲にレコード会社、CM・ドラマの制作会社、広告代理店、クライアント、音楽出版等ものすごく大勢の人間が関わっています。僕の場合、そういう人達全員を納得させることを考えながら作るんですね。『それはピュアな作り方じゃない』と言われるかもしれないけど、僕はそういった具体的な枠が見えてこないと曲のイメージが浮かんでこないんですよ。だから、いわゆる芸術家肌ではないと思います」[62]
- 「一番肝心なのは、僕・スポンサー・アーティストの中ではっきりと共通の目標や目的が意思統一されていることであり、『何が何だか分からないけど、一生懸命頑張ろうよ』というのはだめ」[317]
- 「プロデュースする人が悪く言われないように配慮する」[203]
- 「『クリエイティブな作品』であるかどうかは、『如何に新しく、新鮮であるか』で決まります。みんなが『これ知ってるよ』『見たことあるよ』『簡単なもの』というものと全くの正反対であること。『こんなの思いつかなかった』『誰もやってない』『始めてみる』と思われるものです。ただ、僕の場合は受け取る人からそこまで離れすぎてはいけなくて、受け手がほんの1,2歩踏み込めばできる・後1,2日経てばわかる範囲になるように考えています。それが結果として『わかりやすいもの』になるかもしれません」[318]
- 「アーティスティックで難解な作品を作るのではなく、アンディ・ウォーホルみたいに何十万人もの老若男女に受け入れられるコピーを作るのが僕の役目」[115][9]
- 「基準はキャパシティの広い子。歌以外の別の何かができないと、活動の展開が進んでいる時に突然止まってしまう」[302]
- 「新人をプロデュースする時、必ずしもボイストレーニングから始めるのではなく、ダンサーと踊る経験からさせる場合もあるし、一緒に洋服を買いに行くことから始める場合もある。相手毎に順番の整理の仕方を変えることで結果が全然違ってくる。ギターのエフェクターをつなぐ順番を決めるのと同じ感覚」[281]
- 「最終的にはアーティスト達が僕をいらなくなっちゃう位に活躍してくれたらいい。そうすれば僕もずっとスタジオで自分の本当に好きなことができる」[64]
- 「やり方は『大改造!!劇的ビフォーアフター』と似ています」[60]
- 「売れなくても売れ過ぎるのもだめなんです。『小室さんの予測通りです!』でないと。いくら成功しても、また次にオファーが来た時に困るし、僕もプロデューサーとしての信頼が得られない」[60]
- 「『始まりがあって、観客の心が揺れ、高揚感を覚え、静寂に戻って終わる』というストーリーのある観客の反応ありきの音楽作り」[319]
- 「古典派音楽の時代に活躍したオペラの宮廷楽長と立場は変わらない。自分で曲を書き、劇場で観客を楽しませ、王様にも喜んでもらい、次の仕事をもらわなければいけない」[275][320]

と答えている。
他の芸能人と比べ個人レーベル・個人企業・個人スタジオを設立した数が比較的多い。小室曰く「今日思いついたアイディアを明日実践する機動力を持って面白いことをするため」「必ず結果を出す前提で一から十まで好き勝手やりたい放題行うための責任表明」とのこと。しかし、後に「僕は事業運営に向いていなかった」と親交のあるテリー伊藤に述懐していた。
制作プロセス
シングルをプロデュースする際は、1曲目がオリジナルで2曲目・あるいはアナログ盤にオリジナルのリミックスバージョンを入れるのが基本構成である。クラブ等通常のかける場所とは違うシーンでかかることを想定しながらリミックスバージョンを作り、最新の音色・メロディ・アレンジに対する反応を確かめて、反応がいいときはすぐに次のデモテープに活かす。リミックスバージョンを制作する際には「どの楽器を前面に出すか」「どれだけ踊れるような構成にするか」という気持ち良さを重視し、そのためにジャングル・トリップ・ホップの制作ノウハウを踏襲している。
アルバム制作に発展させたい場合には、基本構成は1990年代までは通しで聴くことを前提に、1曲目と最後の曲目に注意を払うようにしていたが、2000年代以降はインターネットで試聴する1曲で印象が決まってしまうので、その1曲毎に芸術として勝負できるように心がけている。制作方法はシングル用の楽曲制作の時点でコンセプトを煮詰めた後に時間をかけるか、プライベートで商業上の制約を一旦抜きにして好き勝手に曲を作りそれを商業向けに手直しするかのどちらかを選ぶ。後者の一例としてTM「Self Control」「RHYTHM RED」・trf「trf 〜THIS IS THE TRUTH〜」・globe「globe」「Love again」・ソロ「Digitalian is eating breakfast」が挙げられる。
コンセプト・キャッチコピー等の全体的なマーケティング戦略を考える期間はある程度の売上目標を予想しつつも、締め切りギリギリまで「クオリティの高い・自分でも格好良い」と思える楽曲を作れるレコーディングに時間を回し、締め切り前の最後の1か月から2週間で考えていく。
久保こーじと2人で関わる場合は様々で、trf・安室は2人で音色作りの段階から最終的なアレンジまで関わり、globe・華原は小室のみで進めていき、hitomiは久保主導で行い、アーティストの選定は小室中心で進行していく等、ケースバイケースで立ち会う。はっきりとしたサビ・大まかなメロディとコード進行等の60%を小室が作り上げ、イントロ・編曲・マスタリング等残りの40%をテーマ・イメージ等をまとめた企画書を渡した上で久保率いるロックバンドNo! Galersがアレンジをまとめ上げて、完全パッケージメディアに仕上げるための海外のエンジニア達を管理する作業を一手に担う。
宣伝戦略
レコーディングと同じ程に宣伝を大事にしている。「a-haのように楽曲の内容を最初に知って、そこからどういうアーティストなのか」と思われるとその後が続くかどうか心配になるため、「チャーリー・セクストンみたいに楽曲より先にアーティストそのものを宣伝して、キャラクター性を知ってもらう」ことを優先している。TMの「Love Train/We love the EARTH」からアーティストのプロモーションとして、カラオケのビデオに歌っている本人達を登場させることを幾度と提案していたが、当時のソニー・ミュージックエンタテインメントの内規・肖像権の問題で通らなかった。TMの宣伝会議に出ても「何故アーティストが来ているんですか?」と直接迷惑そうな言い方をされ、小室も「何故この辺の問題が、演歌界ではスムーズにことが進むのかがおかしかった」と語っている。逆にプロデューサーとして出ると言いたい事を全て言えて、アーティスト・現場スタッフとしての視点で話せて説得力も持った。篠原の「恋しさと せつなさと 心強さと」で本人出演の許可を得たことで、「交渉過程のゴタゴタで、霧が晴れた感じがした」と語っている。
テレビCM・主題歌等のタイアップでは、特にテレビCMに関して「CM・ドラマで流れる15秒～1分の制限の中で引きつけねばならない。でもCDを買ったら『そこしかインパクトがなかった』というのではいけないので、手法としては『1つの波を作り、その中から一部をタイアップ用に分ける』という考え方です」「15～30秒ながら、MTV並みの完成度を持つ映像を作るわけですから、僕がCMのタイアップに関わるのは既に一種のコラボレーションだと考えているんですよ。社内会議の投票で他:7・僕:3だともう僕の入る余地は無いから席を立ちます。スポンサーにはそういう制作現場の重みを理解したうえで、数々のミュージシャンの中から僕の価値を見出して欲しい」と特別視している。

### バンドリーダー
楽曲提供や音楽プロデュースと並行して、TM NETWORK、globe、GABALLなどの音楽ユニットのリーダーとしても活動する。ユニットの一員としての活動はレコード会社のディレクターや芸能事務所に任せるのではなく、飽くまでもメンバーによる提案・主導で行い、マネジメントスタッフもそれを可能にできるほどの柔軟性のあるスタッフが配置された。ライブ活動にもプロデューサーとして一歩引いた目線で指揮するより、ミュージシャン・舞台監督として現場で直接指揮しながらメンバーとして参加する。それは自分を含むメンバーの顔を覚えやすくし、一定の印税が確保され、所属事務所の経費・交通費・宿泊代・公演活動に割くスケジュールの削減にもなった。他に所属している人数の多いバンドにかかる固定給との差額はレコーディング費用・衣装代に回している。
それ故に他の芸能人と比べ個人レーベル・個人企業・個人スタジオを設立した数が比較的多い。小室曰く「今日思いついたアイディアを明日実践する機動力を持って面白いことをするため」「必ず結果を出す前提で一から十まで好き勝手やりたい放題行うための責任表明」とのこと。しかし、後に「僕は事業運営に向いていなかった」と親交のあるテリー伊藤に述懐していた。
「シンセサイザー・シーケンサーが発達すれば、演奏はやがてコンピューターの役割になる。しかし、曲作りとボーカルは人間の役割だ。だったらフロントマンは作家とボーカリストで事足りる」という発想から、5,6人の大所帯のバンドより少人数の音楽ユニットを志向している。
より高い演奏レベルを求め、どんなジャンルやビートにも対応できるようにドラマーやベーシスト等起用するその生楽器を専門とするスタジオ・ミュージシャン・バックバンドを楽曲・プロジェクト毎に変えるようにしている。基準は「そのとき一番上手な人」であり、それは固定メンバーの腕・成長具合で起こるトラブルを未然に防ぎ、企画に関わる人数が多くなったときの金銭的なリスクを回避した。
小室は「TM NETWORKの活動の延長線上であり、突き詰めると僕の関わる企画の全てがTM NETWORKでの試みが原点である」「どのユニットも、必要なアーティストやスタッフを集めて、自分のやりたいアイディアを形にするのが共通点」「僕がメンバーになることで、歌詞・サウンド・メンバーのキャラクターがストレートで生々しくて、色濃くなります」「プロデューサーからミュージシャンに戻れる場所」「音楽ユニット自体がプロジェクト・イベント・新しいサウンドの実験室であり、活動第1弾としてシングルを出し、それをコンセプトにしたアルバムを制作した後、最終的にはアルバムをテーマにしたコンサートを行うのを早めに展開して、『このプロジェクトはここまでで終了』と区切るのが基本である。こうしないと、僕も他のメンバーも今後どう進んだらいいのか困ってしまう」と語っている。

### 美術設定への関与
TMデビュー前から「本物の音と派手なビジュアルは反比例しない。イギリスでは音もビジュアルも格好いいバンドがどんどん出てくるのに、何故日本では未だにTシャツとジーンズなのか」という思いから、ビジュアル面でもコーディネートを欠かさず、規模の大小にかかわらずライブ・インタビュー前にはメイクをスタイリスト付きで入念に施し、雑誌に乗せる写真も厳選する。写っている表情も隅までチェックし、「ナチュラル」「自然体」と評されそうな写真は極端なまでに避け、「自分をどう見せるか」を常に意識している。
「男子・女子の両方に共感を得て、安定感はありつつ、化ける可能性があり、数年後も負けないマーケット」を作るために、CD・PVのジャケットデザイン・書体・英語の大文字と小文字・タイトルの入れ方・色調にまで細心の注意を払っている。特に女性アーティストをプロデュースする際の基本方針として、まず「女の子が『あの人かっこいい、あの人みたいになりたい』という願望を抱くような女性像を作る」と心がけ、女性の「個性の強い、葛藤と揺らぎを抱えながらもラインに対して反抗する女の子らしさ」は出しても女性の「コンプレックスを感じさせるセクシーな部分」は出さないために、肌を強調する映像の撮影をする際はモノクロを基調にし、身体の露出にセクシーさを感じさせないようにしている。そのときのブランドを把握し、「どんな楽曲を提供するか」より先にまず「どんなファッションが提供先のキービジュアルになれるのか」と周囲と区分けできるように考えることもあり、極力コンサバファッションはしないように固めている。
アルバムジャケットのイメージの参考にするために、「エリート・モデル・マネジメント」「ブルーミングデールズ」「バーニーズ・ニューヨーク」「カルバン・クライン」「GAP」等アメリカのファッション関係のホームページを回っている。
アーティストの素材撮影のカメラマンはレコード会社の人材ではなく、アーティストの違ったセールスポイントを引き出すために広告代理店の人材を起用している。印刷される紙の材質を調べながら選んで、どんな機材で撮影して狙った通りの質感を出すかを一緒に練り上げていく。

### 舞台演出への関与
スタジオミュージシャン時代にYMOのライブに行った際に「数々の高級な機材を積み上げて、その中央に毅然と佇む」メンバーの魅せ方に憧れ、小室も「全ての会場にレーザー・サラウンドシステムを搭載するのは当たり前で、会場では気球が飛び、地方への移動には広告宣伝車が10台以上連ねる」のを理想としながらも「自分にはできない、ならいっそのことやらないことに決める方が格好良い」と諦めていた。しかし、エピックのスタッフから「ヒット曲が出たら、小室君のやりたいライブをやらせてあげるよ」と言われて奮起し、CDのセールス枚数を考慮しつつライヴステージの設計・演出にも、積極的に情報を集めて指示を出すようになる。
1980年代はステージの進行は秒刻みでコントロールされ、「ステージ上で振動が起こる時点で物語が始まっているのに、波にノってきた所で急に非現実から現実に戻されるのが自分はいやだ」という思いからMCは極力排除し、アンコールも行わなかった。サウンド面では体育館等元々設計がコンサート向けではない会場で行う場合は1枚5万円はする吸音材を最低100枚床に貼り込み、照明を組み込んだ総重量6t以上のスピーカーを音質を考慮し前と後ろに置き、さらに宙吊りにする。音楽だけでなく視覚面でも感動してもらうために、音楽と舞台に用意された大量のバリライト等の照明・スクリーンに映る映像のシンクロの具合・照明の光量にも注意を払い、音のタイミング優先で同時制御し、演奏の途中でボーカルの人差し指の先にステージの全照明を集める等、360度光と音が飛び交い、それを体感できるように演出した。この時点でステージエンジニアと舞台演出のための機材は、音色作りのスタッフより多く、視覚面はアーティストのキャラクターやパフォーマンスより、照明やスクリーンを重視したライブ演出を志向するようになった。ライブツアーは開催地・規模で予算が決まるため、照明器具にかける予算が限られている場合は、小室が自腹を切った。
1990年代以降は、楽曲の間奏中はダンサーとDJにスポットライトが当たるように小室が照明スタッフ・カメラマンに指示したことにより、ステージの奥行きを出し、画のバリエーションを増やした。ライブ会場にはテレビスタジオ5軒分の機材を持ち込み、事前に用意された100以上の演出映像ソースの他、10台のカメラによるライブで取り込んだ映像は、即高速計算されてリアルタイムCGとなってスクリーンに映し出される。コンサートが行われる時間はテレビの特番サイズを意識し、場面転換は15秒のCMを流し、演奏時の映像はメンバーのパフォーマンスの拡大映像だけでなく、メンバー出演の収録映像も事前に用意する等、テレビ放送局の送出技術を応用するようになる。ドーム規模の会場でライブを行う際には、ドームでの公演専用の音響機材の開発を指揮し、「ドームでの公演は音が悪い」という風評を払拭した。キーボードの脇にディスプレイを置き、色んな角度から映るステージ中央部分を見ながら、イヤーモニターを使ってメンバーとサポートミュージシャンにどのように動くか指示を出す・ミスの修正・今後の演出の強化に役立てる等、「舞台に立つメンバーを格好良く見せる」「ステージを豪華にする」「閃きを早く実行する」ために駆使する等の舞台演出に採算度外視で挑んでいる。
「テープよりも、楽器から直接出る音でレコードを再現したい」「シンクボックスで動かしているE-mu Drumulatorの音だけをドラマーに送って、ヘッドホンでモニターしたい。クリック音だと周囲の音量にかき消される」「テクノロジーの最先端をライブで使いたい」「ディスコの規則正しいリズムに慣れちゃっているから、その方が気持ち良い」「ドラマーも機械に合わせてやらせると、窮屈になるけど、すごくしっかりぴたりとくる」「僕の場合、このやり方が正解だった」という小室の意向から、1985年・TM NETWORK「DRAGON THE FESTIVAL TOUR featuring TM NETWORK」より、ライブシステムは専門のプログラミングスタッフを起用した上でコンピューターでコントロールしている。2005年以降は完全にデジタルの機材で整備されるようになった。低音から高音までのレンジが幅広くフォローされて、人間の耳には聞こえないが、体で感じることができる音域まで表現した。松浦勝人は「ホールが壊れてしまうと本気で心配したほど圧倒的だった」と語っている。
ライブのリハーサルは面積の広いスタジオにパブリック・アドレスを持ち込んで行う。まずレコーディングの要領での打ち込み作業から始まり、大変な時間がかかるため「ライブハウスでミュージシャン同士で集まって、すぐに音を出し合う」タイプのリハーサルができない。回数も少なく、大抵は長くて通しで1週間・準備は打ち込みのデータを渡し、細かい点の確認のみで反復練習はほとんどしない。これについては「本番でのセッション・即興演奏が好きで最初から決めた上で出来上がってしまうと長いツアーの場合3・4回で飽きる」「ライブのリハーサル所か、本番にかける時間すらもったいないから、その時間をレコーディングに回せば1曲できる」と語る。

### インターネットの開発・プロモーション
1990年代より「インターネットでアクセスしてきた人が、最新情報を得られるような環境にしたい」という姿勢でインターネット、特に音楽配信・ウェブサイトの必要性を説いていた。最初は楽曲のデータ・リズム・アレンジの管理・やり取り、海外のスタッフからプロフィールを頼まれた時の送付に使用するつもりで、シンセサイザーのプログラミング作業の延長線上で研究していたが、次第に並々ならぬ関心を抱き、1995年11月22日より自身の当時の公式サイト「Planet TK」にて、
- NTTの音楽圧縮技術「TwinVQ」を用いた簡単な配信の実験[360]
- 自身の制作した楽曲の試聴サービス[360]
- ライナーノーツと歌詞の掲載[360][注釈 39]
- クリスマスにサイト限定オリジナル楽曲のアップロード[360]
- バナーの活用によるレコード会社・楽器メーカーからの広告収入を利用しての公式サイトの運営費の確保[360]
- 日英2ヶ国語に対応したデータベース・バイオグラフィの紹介による両サイドの翻訳の手間の解消[361]
- 「TK MIDI ZONE」にてEOS B900EXにて読み込みができる「Planet TK」オリジナルリミックスのMIDIデータの有料配信[361]
- 通信カラオケ機器向けのMIDIデータの配信[362]
- 小室の動向をデジタルカメラを持った事務所のスタッフが追いかけ、その様子を次々とネット上で公開する[109]

等のネット配信による活動を主催していた。「もし小・中学生がECサイトにアクセスしたらどう感じるか」「如何にコストを下げて、時間短縮するか」「レコードからCDに切り替わった時、どんな状況だったか」を常に意識しながら、シミュレーションするように指導していた。
1999年6月、小室とインテルの共同開発でPentium IIIが搭載されたパソコン向けのコンテンツ「P3TK」が配信された。小室がプロデュースした曲の中から50曲の1コーラス分の試聴、640×480ドットと大画面で最新のPVのダウンロード、メッセージ・スペシャルライブのビデオ画像配信、ゲーム、オークション、チャット、オリジナル壁紙、スクリーンセーバー、抽選プレゼント等が提供された。
2000年にはTM NETWORKの新曲を無料で配信する試みを行うが、その時の音質を「カセットテープ並み」と消極的に見ていた。2005年6月avex内に設立された高音質配信研究機関「High Definition Sound laboratory」のエグゼクティブアドバイサーに就任、当時新しくavexにより設立された音楽配信サイト「@MUSIC HD Sound」（現在はmoraと共有化）より試験的にglobeの楽曲を「スタジオマスター音源並み」の音質での配信・数々の企業に音楽配信とデジタル・オーディオ・ワークステーションのプロモーションを行い、Appleへ率先して幾度も訪問し、シンポジウムに出席した。2005年8月iTunes Storeの日本でのサービスが始まるとその様子を「黒船来航」と喜びのコメントを出した。
2012年5月「日本だけSONYの曲がiTunes Storeに置いてないのは変じゃないですか?もう売ってくれても良いじゃないかな」と自身のTwitter上で発言する等の問題提起に尽力し、多くの反響を呼んだ。2012年11月7日にSONY発売の楽曲の配信がスタートされた際「アポロ11号がNASAから、発射する瞬間みたいだった」「僕の役目はここまで」とコメントした。
音楽配信のメインストリームがダウンロードから、ストリーミングへと移り変わるシーンを「まるで蛇口をひねれば出てくる水のようになっている。それは便利ですが、その分だけ希薄になってしまう。例えばビートルズの名曲とアマチュアの新人の曲が、表面的には同一線上にあることになる」と危惧し、「利用した上で発表することで、その楽曲が『これはすごく特別な作品なんですよ』と言えるようになるかも」「NFTで転売された回数や拡散された回数が、再生回数のような指標になる。転売はチケットの転売問題などで『悪』とされていますが、NFTの仕組みであれば一番最初に作ったクリエイターに還元できるので、ストレートなリスペクトと言える」という狙いから、2021年「Internet for Everyone」をパートごとに6トラックに分解し、NFTとして出品する形で非代替性トークンへの参加を始めた。2022年、ソロアルバム「JAZZY TOKEN」の未収録曲を「敢えて完成形ではないデモの状態、これこそ唯一無二のNFT作品になりうるのでは」と考えて、出品した。

### 後進への対応
プロになりたいという志を持つアマチュアに対しては「夢を与える産業の裏側を公開しないのが美徳かというと、そんなことはない。音楽はヒットしないと意味がない。だから僕に対してどんな感情を持ってもいいから、『とりあえずここから入ろう』と少しでも思って育ってくれたら嬉しい」という意向から楽曲の機材の選択・音作りの感覚・コード進行・メロディーのパターン・歌詞のイメージを戦略的にアピールし、他よりも制作時の裏話・苦労話・エピソードを積極的に公開している。業界人に対してもキャリアに関係なく「作曲する時点で側近のスタッフが過程・手法の全部を知って驚くようなエンターテイメント性がある」「昨日頼んだ仕事がもう出来上がっていて、その時点で相応のクオリティになっている」という定評を持ってくれるように心がけている。
それ故にプロとしての心構え・立ち振る舞い方等のアドバイスも多くしている。
創作のコツ
「思いついたメロディはテープ・譜面・データにとって置いた方がいい。なかなか曲とかも『Aメロ→Bメロ→サビ』とぱっと思いつかないでしょう。そういうときに『昔とって置いた4小節をAメロに当てはめてみよう』とかね。聴く側は飽きっぽいし、メロディを読まれるとつまらないからなるべく組み合わせたほうが面白いと思う。作った月日が違うと発想も変わる。僕は締め切りに追われるので、どうしてもその日に作ることが多いけど、皆はとって置く事ができるから。CMの30秒・8小節作る位の気持ちで考えた方が気が楽になるでしょう」
「曲を作る時、楽器の前で知ってる曲・自分が過去に作った曲を鼻歌で歌いながら作る。そこで始めて聞くメロディが出ると、どこかで活かせないかを探す」
「アイディアに困ったとしても、『この前のネタをもう一度やってみよう』と引き出しとして引っ張り出せる。それは長い間の経験の蓄積であって、1985年～1990年の時にはできなかった。やってみて『反応が良くなかった』『失敗した』というのは悪いことじゃなくて、寧ろそれも自分の中の過程・データとしてとって置くこと。それが自分の引き出しになりますから」
「最初は人真似でもいい。自分が素朴に『良いな』と思うものはそれが洋服であれ、曲であれ、記憶の中に留めて置く。そして自分のアイディアが必要になったら、そのコピーから始めていいと思います。仕事で使ってはまずいですので、勉強・トレーニングと言う意味で。僕はピアノ・音符の読み方を人から習ったことが一度もなくて、レコードを聞いて、それを真似する所からスタートしたんです。それでも必ずオリジナルの作品は作れるようになれます」
「皆が共感できる普遍性のある分かりやすさを重視しても、迎合してはだめ。オタクと言われようが、『自分の部屋で作ったものを配信するだけ』という気持ちで数打ってそれの何発かが当たればそれが普遍性のある作品になる」
「楽典の勉強は絶対にして置いた方がいいと思います。まずはクラシック音楽を聴くことですね。知れば知るほどヒントになる部分が沢山あるジャンルだと思いますよ。第三楽章や第四楽章の主題の後ろで第一楽章のメインテーマが演奏されることがあります。僕の作る曲は第三楽章だけが作品としてリリースされているような形なんですよ」
「ちょっと歌いづらい歌を作ると、みんながそれに挑もうとするのでいっぱい歌ってくれる。だからちょっと歌いづらい曲がいい」
ミュージシャンとして
「リズムのキープは気を付けた方がいい。じゃないとせっかくのアレンジ・コード進行がモタって曲の流れが死んでしまう。コードが変わるとき、手を移動させるときにどうしても手が遅れてしまう。『どうして小室さんは遅れないんですか?』とよく言われるけど、僕だって遅れているよ。コードが離れれば離れるほどリズムはその分遅れてるよ。『移動する前の最後のコードは少し早めに手が離れて短く弾いている』とか『反対に少し早くタッチしてる』等、テクニックでいかにも『ちゃんとリズムをキープしてますよ』ってごまかしてるんですよ」
「機材の選び方は買う時点で決めた方が絶対お得。何しろ1ヵ月前に新製品を買っても、1ヵ月後にはもうすぐに違う新製品が出ちゃってるんだから。ある程度諦めて、キリのいい所で買わないとね。どうせ次から次に新しいのが出て、目移りしちゃうんだから。同時に『どれ位の予算で』『どんな機能のついた機材で』『自分の役割は弾き語りか?バンドか?』等どういう目的かをハッキリ決めてから買いに行きましょう。悩んでるんなら、カタログとにらめっこするよりも、店の人に聞いてみるといいよ」
「これからキーボードをやろうという人は、安くてもいいから発展性のある楽器を買うべきです。今だとバージョンアップできるものが多いから、自分が上手くなった後の事を想像して幅のある楽器を選んで欲しい」
「センス・アイデアを磨く事。冷たい言い方だけど、キーボードは特にセンスに左右されやすいから、才能がある人は始めからある程度上手いんです。その辺りの見極めは早くやるように。そのためには、ボーカルも含めて他のパートをよく研究する事です。すると『自分がどの楽器と相性がいいのか』がわかってくる。僕もギターやってみたけど全然ダメでしたから（笑）」
「生音に触れておく必要はありますね。これからキーボードをやる人は特に。サンプリング・シンセサイザーの音色作りをする時に、生音を知らないと想像の世界だけになってしまう。僕なんか助かったのは小さい頃クラシックを聴いてたから。例えば『ヴァイオリンの音はどういう響きで、弦のすれる音はこうだ』『オーケストラも生だとこんなに迫力がある』『上手いドラマーの生音を身体で感じておく』と、機械で再現する時でも雰囲気を生音に近づけるための基準を思い浮かべることが出来る。やっぱり、ピアノ・ヴァイオリン・ドラムの生音には敵わないから」
「音像のシュミレーションは大事だと思う。『音』と『音が出た後の伝わり方』という分け方をしたら、今はもう5:5じゃないからね。4:6か3:7位の伝わり方の方が大事だと思う。スタジオの鳴りが無かったらどうしようもない作品がたくさんあるでしょ。そういう部屋の音、もっと言えば空間を伝わる音を知っておく必要もある。手を叩いたり、声を出してみたりして、『広い所ではこういう風になるんだ』『響かない部屋ではこういう感じなんだ』『地下道ではこういう音がするのか』等至るところでね。そういう音像を確かめる作業は今後絶対やってて損はないと思います」
「鎖国状態にならないで、世界に目を向けてほしい。ヒットを作るためのマニュアル本を読んだり、学校の講義を受けたりして『勉強』として学んでほしくない。世界に進出するには、いくつもの自分の世界を作れるタレント性が必要。音楽にボーダーラインは無いけど、相手に合わせたローカライズは必要。地元は勿論アジアでの人気も両方ないと駄目。最低でもバイリンガルであるべき、できれば海外に移住してその土地のミュージシャン・エンジニアと仕事して海外の音像を学んで欲しい」
「僕やB'zの松本孝弘君を目標にしてくれるのは本当に嬉しいですが、『この人の曲は誰のどんな曲から影響を受けたのか』と深く紐解いて欲しい」
「スポーツ選手の場合は1回失敗するとそこで人生が変わる。それを見ていると音楽の人は楽をしすぎ。特にバンドの場合ちょっと間違っても『まぁいいか』『走っているけど、編集してズラせばいいや』『音が外れちゃったけどピッチ・クオンタイズを掛けて合わせておこう』『最後コンプレッサーでまとめちゃえばなんとかなるよ』となりがち。生舞台での大変な失敗等の経験・練習・音質の向上をどんどん進めて元を出す人間が一番しっかりした方がいい。気持ちよく不快な思いをさせないようにというのがエンターテイメントの基本」
「ディズニーパークみたいに、内側の仕組みを全て隠してしまうことが当たり前になった中、僕はその裏返しで『スイッチを押して、そうするとどこがどう動き出すのか』をテレビ番組の収録・ライブツアーに関わらず意図的に見せるようにしている。『これだけ苦労してこの音が出てますよ』というプロセスを観客に教えてあげたかった。これはYMOと彼らが演奏している時に次に演奏する曲のプログラミングを行うシーンを見せていた松武秀樹さんの影響なんです」
仕事の進め方
「色んな会社の人が、会議でホワイトボードに『小室哲哉』と書いていた。方法・売り方・売れ方・『小室はこうやっている』…真似をされたり、参考にされたり、それは嬉しいことで。どんどん真似して欲しい」
「職種を2つ以上持ち、平行すること。そうすれば違うファンも開拓できるし、選択肢も広がっていく。別方面が上手くいかないときの救いにもなる」
「打ち合わせのときに、『僕ではない、他のアーティスト風にしてほしい』という要望が出たときに大切なのは『僕の色はいらないのか!』と怒ることではなく、どれだけ相手のオーダーに近づけるかということ。働く上では一度、自分の色を全部消して別人になる必要に迫られることがあるかもしれません。でも、自分の願望やエゴを出さなくても実は自分の色はちゃんと出る。どんなに消したつもりでも確かに残る。だから、ときには相手の要望を『分かりました』と受け止めてみることも大事なことだと思います」